# Setúbal
Setúbal é uma cidade portuguesa capital do Distrito de Setúbal estando englobada na Área Metropolitana de Lisboa. Tem aproximadamente uma área de 51,49 km2 e 90 396 habitantes (considerando a totalidade da área e população das freguesias de Setúbal (São Julião, Nossa Senhora da Anunciada e Santa Maria da Graça) e São Sebastião (Setúbal)) em 2021, e portanto uma densidade populacional de 1.755 habitantes por km2, sendo a 9ª maior cidade do país.
É sede do município de Setúbal, que tem uma extensão de 230,33 km2, 123 519 habitantes em 2021 e uma densidade populacional de 536 habitantes por km2, dividindo-se em cinco freguesias. O município é limitado a oeste pelo município de Sesimbra, a noroeste pelo município do Barreiro, a norte e leste pelo município de Palmela e a sul pelo Estuário do Sado.
A península de Troia, pertencente ao município de Grândola, situa-se em frente da cidade de Setúbal, entre o estuário do Sado e o litoral do Oceano Atlântico.

## História

### O topónimo
Atualmente, existem muitas potenciais origens para o nome de Setúbal sendo as principais:
- Palavra composta de Sete (terceiro filho de Adão) e Túbal (neto de Noé);
- Palavra composta de Sete e Tubal (não confundir com a personagem bíblica) que povoou a Ibéria após o Dilúvio, segundo Frei Bernardo de Brito, tal como indica numa passagem do seu livro Monarquia Lusitana - nosso Reyno foy o mais antigo na povoação, e Setubal o lugar, em que primeiro ordenarão vivenda e vecinhança comuna (Brito 1597: 7).[4][5] Também Flávio Josefo, na História dos Hebreus,[6] insinua, também, o mesmo, relacionando a origem do nome com um dos povos ibéricos - os Tubalinos;
- Derivação do termo romanizado 'Cetóbriga' (Ceto + designação celta briga para Povoação Fortificada) que chegou por transformação fonética até Setúbal. Na Memória sobre a História e a Administração do Município de Setúbal (1877) escrito por Alberto Pimentel, é sugerido que o termo Setúbal advém, por corrupção, de Cetóbriga;
- Segundo alguns autores (como José Hermano Saraiva), a exemplo de outras cidades ibéricas e do sul da Europa, o topónimo 'Setúbal' pode estar relacionado com o hidrónimo do rio (Sado ou Sadão) que banha a povoação, referido pelo geógrafo árabe Dreses como  Xetubre. E, neste caso de o topónimo Setúbal estar relacionado com o hidrónimo, a sua origem pode estar na palavra Ketovion, como sugere Montexano.[7]

### Do neolítico à reconquista cristã
Setúbal nasceu do rio e do mar. Os registos de ocupação humana no território do concelho remontam à pré-história, tendo sido recolhidos, em vários locais, numerosos vestígios desde o Neolítico. Foi visitada por fenícios, gregos e cartagineses, que vinham à Ibéria em procura do sal e do estanho, nomeadamente a Alcácer do Sal, povoação até à qual o rio era então navegável.
Durante a ocupação romana, Setúbal experimentou um enorme desenvolvimento. Os romanos instalaram na povoação fábricas de salga de peixe e fornos para cerâmica, que igualmente desenvolveram.
A queda do império romano, as invasões bárbaras e a constante pirataria de cabotagem causaram a estagnação, senão mesmo o desaparecimento, da povoação entre os séculos VI e XII. Nomeadamente neste último século, não existem quaisquer registos da povoação, ‘entalada’ entre a Palmela cristã e a Alcácer do Sal árabe.

### Da reconquista cristã aos finais do séc. XVI
Alcácer do Sal foi reconquistada pelos cristãos em 1217. Quanto à povoação de Setúbal, foi incorporada e passou a beneficiar da protecção da Ordem de Santiago, momento a partir do qual voltou a prosperar.
Em Março de 1249, Setúbal recebeu foral, concedido pela Ordem de Santiago, senhora desta região, e subscrito por D. Paio Peres Correia, Mestre da Ordem de Santiago, e por Gonçalo Peres, comendador de Mértola.
Durante os vários séculos de apagamento da povoação de Setúbal, Palmela e Alcácer do Sal cresceram em habitantes e importância militar, económica e geográfica, fazendo sucessivas incursões no termo de Setúbal, ocupando-o.
Na primeira metade do século XIV a povoação de Setúbal, com uma extensão territorial relativamente diminuta, teve de afirmar-se, lutando com os concelhos vizinhos de Palmela e de Alcácer do Sal, já então constituídos, iniciando-se uma contenda entre vizinhos que termina pelo acordo de demarcação de termo próprio em 1343 (reinado de D. Afonso IV), tendo sido construída uma muralha, que deixa de fora os arrabaldes do Troino (a poente) e Palhais (a nascente).

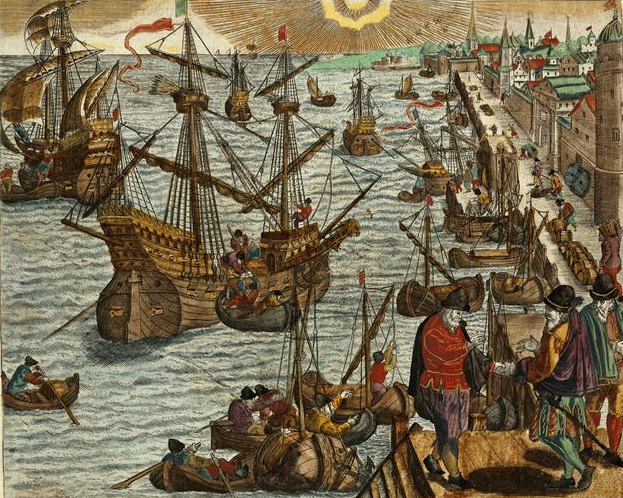
Gravura imaginada de Setúbal em 1547

No século que se seguiu, a realeza e a nobreza de então fixaram residência sazonal em Setúbal. A época dos descobrimentos e conquistas em África trouxe a Setúbal um grande desenvolvimento, tendo D. Afonso V e o seu exército, em 1458, partido do porto de Setúbal à conquista de Alcácer Ceguer. Ao longo do século XV, a vila desenvolveu diversas actividades económicas, ligadas sobretudo à indústria naval e ao comércio marítimo, tirando rendimentos elevados com os direitos cobrados pela entrada no porto.
É dos finais do século XV, princípios do XVI, período de franco desenvolvimento nacional, que data a construção do Convento de Jesus e da sua igreja, fundado por Justa Rodrigues Pereira para albergar a ordem franciscana feminina de Santa Clara, sendo obra arquitectónica do Mestre Diogo Boitaca, o mesmo que se ocupou do Mosteiro dos Jerónimos.
Foi igualmente no reinado de D. João II que se iniciou a construção da Praça do Sapal (hoje Praça de Bocage, ex-líbris da cidade), e a construção de um aqueduto, em 1487, que conduzia a água à vila, obras que foram posteriormente terminadas ou ampliadas por D. Manuel I, que reformou o foral da vila em 1514.

Setúbal em 1669

O título de "notável villa" é concedido, em 1525, por D. João III. Foi este título que proporcionou a construção dos Paços do Concelho, entre 1526 e 1533, e a criação, em 1553, por carta do arcebispo de Lisboa, D. Fernando, de duas novas freguesias, a de São Sebastião e a da Anunciada, que se juntaram às já existentes de São Julião e de Santa Maria da Graça.
Em 1580, a vila tomou posição por D. António Prior do Crato, contra a eventual ocupação do trono português por Filipe II de Espanha. Foi então cercada por tropas espanholas do Duque de Alba, sendo esta localidade dois anos depois visitada por Filipe II, o qual deu ordem de construção do Forte de São Filipe (uma obra de Filippo Terzi).

### Doséculo XVIIà actualidade
No século XVII, Setúbal atingiu o seu auge de prosperidade quando o sal assumiu um papel preponderante como moeda de troca e retribuição da ajuda militar ao apoio fornecido pelos estados europeus a Portugal durante e após as guerras da Restauração da Independência. Em resposta a este incremento, foram construídas após 1640 as novas muralhas de Setúbal, que incluíram novas áreas como a do Troino e Palhais.

Setúbal em 1860

Esta prosperidade foi interrompida com o terramoto de 1755, a que se associaram a fúria do mar e do fogo. Foram grandemente afectadas as freguesias de São Julião e Anunciada.
Apenas no século XIX, Setúbal conheceu o incremento que perdera. Em 1860 chegou o caminho-de-ferro, iniciaram-se também as obras de aterro sobre o rio e a construção da Avenida Luísa Todi. É neste século que teve início a laboração das primeiras fábricas de conservas de sardinha em azeite e, em paralelo, ganharam fama as laranjas e o moscatel de Setúbal. Ainda em 19 de Abril de 1860 foi elevada a cidade por D. Pedro V.
O florescimento de Setúbal durante o século XX, reflecte-se na criação de novos espaços urbanísticos: crescimento da Avenida Luísa Todi, parte da Avenida dos Combatentes e criação dos Bairros Salgado, Monarquina, de São Nicolau, da Conceição, Carmona, do Liceu e Montalvão e no desenvolvimento das indústrias das conservas, dos adubos, dos cimentos, da pasta de papel, naval e metalomecânica pesada.
Setúbal foi elevada, a 22 de dezembro de 1926, a sede de distrito e, a 16 de julho de 1975, a sede de diocese.

## Hans-Christian Andersen em Setúbal
Durante a sua visita a Portugal em 1866, o escritor dinamarquês Hans-Christian Andersen passou o mês de Agosto em Setúbal, a convite de Jorge O'Neill. Em Setúbal, esperava-o o seu irmão Carlos (1846-1917), que o acompanhou durante a estadia. Andersen ficou hospedado na Quinta dos Bonecos (nome devido às estátuas e vasos que a adornavam), a partir de onde costumava passear até vários pontos da cidade e da região. O jardim do convento de Brancanes, à época semi-abandonado, o castelo de Palmela, um convento abandonado numa das colinas cercanas de Palmela (convento de S. Paulo?), a serra de S. Luís, as festas de Santo António, com as típicas fogueiras no meio das ruas, uma tourada no dia de S. Pedro, a igreja de Jesus e um passeio de barco pela costa da Arrábida, uma visita às ruínas de Troia, a que Andersen chama 'a Pompeia portuguesa', foram alguns dos pontos altos desta visita do escritor. De realçar que Hans-Christian Andersen menciona o consulado dinamarquês em Setúbal, frente ao velho forte (o baluarte da Conceição, comummente conhecido como Quartel de Infantaria 11). Segundo Andersen, os O'Neill, à época, seriam cônsules honorários da Dinamarca, onde estudaram e conheceram o famoso escritor.

## Evolução da população do município
★ Os Recenseamentos Gerais da população portuguesa, regendo-se pelas orientações do Congresso Internacional de Estatística de Bruxelas de 1853, tiveram lugar a partir de 1864, encontrando-se disponíveis para consulta no site do Instituto Nacional de Estatística (INE).

(Obs.: Número de habitantes "residentes", ou seja, que tinham a residência oficial neste município à data em que os censos  se realizaram.)	
| Número de habitantes por grupo etário | Número de habitantes por grupo etário | Número de habitantes por grupo etário | Número de habitantes por grupo etário | Número de habitantes por grupo etário | Número de habitantes por grupo etário | Número de habitantes por grupo etário | Número de habitantes por grupo etário | Número de habitantes por grupo etário | Número de habitantes por grupo etário | Número de habitantes por grupo etário | Número de habitantes por grupo etário | Número de habitantes por grupo etário | Número de habitantes por grupo etário |
| ------------------------------------- | ------------------------------------- | ------------------------------------- | ------------------------------------- | ------------------------------------- | ------------------------------------- | ------------------------------------- | ------------------------------------- | ------------------------------------- | ------------------------------------- | ------------------------------------- | ------------------------------------- | ------------------------------------- | ------------------------------------- |
|                                       | 1900                                  | 1911                                  | 1920                                  | 1930                                  | 1940                                  | 1950                                  | 1960                                  | 1970                                  | 1981                                  | 1991                                  | 2001                                  | 2011                                  | 2021                                  |
| 0-14 Anos                             | 12 635                                | 16 705                                | 19 018                                | 16 091                                | 15 153                                | 13 942                                | 13 563                                | 15 870                                | 24 399                                | 20 625                                | 17 686                                | 19 557                                | 17 516                                |
| 15-24 Anos                            | 6 974                                 | 9 025                                 | 11 590                                | 10 003                                | 9 293                                 | 10 429                                | 8 868                                 | 9 585                                 | 14 380                                | 16 007                                | 16 267                                | 12 507                                | 13 504                                |
| 25-64 Anos                            | 16 174                                | 19 894                                | 22 305                                | 22 301                                | 22 476                                | 26 991                                | 29 523                                | 33 985                                | 50 422                                | 54 750                                | 63 156                                | 67 215                                | 63 983                                |
| = ou > 65 Anos                        | 1 516                                 | 1 950                                 | 2 007                                 | 2 024                                 | 2 611                                 | 3 410                                 | 4 390                                 | 5 790                                 | 9 165                                 | 12 252                                | 16 825                                | 21 906                                | 28 493                                |

(Obs: De 1900 a 1950 os dados referem-se à população "de facto", ou seja, que estava presente no município à data em que os censos se realizaram. Daí que se registem algumas diferenças relativamente à designada população residente)
Os resultados do censo de 1930 são afectados pela desanexação das localidades que vieram a fazer parte do concelho de Palmela

## Freguesias

Freguesias do município de Setúbal

O município de Setúbal está dividido em 5 freguesias:
- Azeitão (São Lourenço e São Simão);
- Gâmbia - Pontes - Alto da Guerra;
- Sado;
- Setúbal (São Julião, Nossa Senhora da Anunciada e Santa Maria da Graça);
- São Sebastião.

## Geografia

### Localização

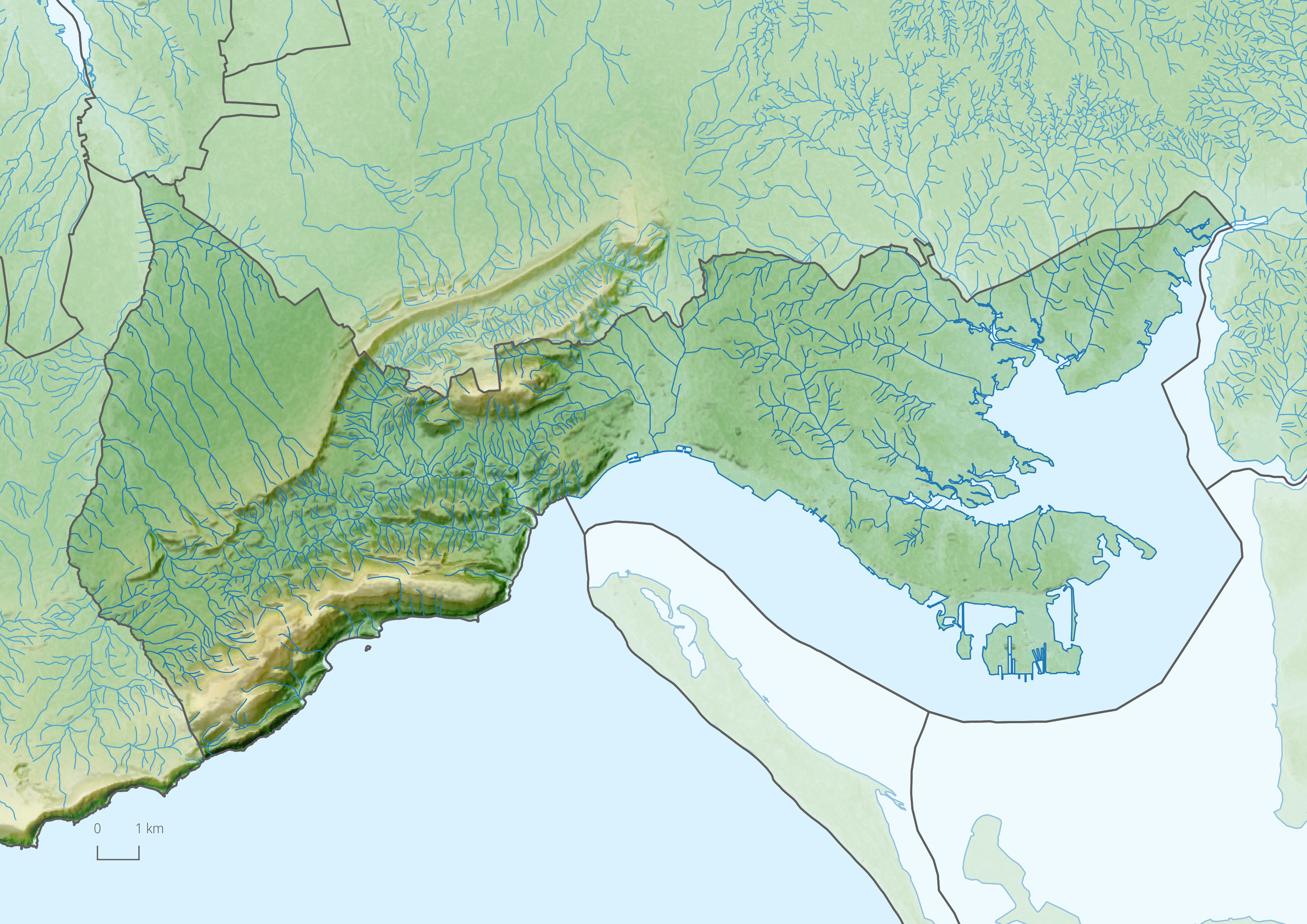
Mapa de relevo e hidrografia do concelho de Setúbal

A cidade está situada 32 km a sudeste de Lisboa, na margem norte da foz do rio Sado, e é ladeada a Oeste pela serra da Arrábida. A área urbanizada é de aproximadamente 10 km².

### Bairros
A cidade de Setúbal possui numerosos bairros, destacando-se entre os mais tradicionais o bairro do Troino, as Fontainhas e o Bairro Santos Nicolau, zonas onde vivia grande parte da comunidade de pescadores. As Fontainhas começaram a ser povoadas por volta do século XVII, sobretudo por pessoas oriundas da zona de Aveiro. Depois da construção da Avenida Luísa Todi foi necessária a criação de uma nova doca. A zona é composta por inúmeras travessas, poços e, ao contrário da do Troino, é bastante inclinada. O Museu do Trabalho Michel Giacometti situa-se nesta zona da cidade, perto do miradouro de São Sebastião.
O bairro Salgado era a zona onde, por tradição, vivia a classe burguesa no início do século XX, pois este bairro fica bastante próximo do centro da cidade, onde se desenvolve grande parte do comércio. Actualmente, neste bairro encontram-se alguns estabelecimentos ligados à área da saúde, assim como a principal estação rodoviária da cidade.
A zona da Saboaria, assim como a zona das Fontainhas foram, durante o século XX, locais de grande concentração industrial. As fábricas de conservas de peixe de Setúbal eram nacionalmente reconhecidas, tendo-se verificado nos últimos anos alguns esforços de reactivação desta actividade na cidade, a qual atraiu diversos trabalhadores do Alentejo e Algarve durante o seu período de maior dinamismo.
Actualmente, na zona da Saboaria encontram-se instalados diversos restaurantes, com uma oferta gastronómica algo variada. Também nesta zona, situam-se a maioria dos clubes nocturnos e bares da cidade, assim como tem sido feito um esforço de revitalização urbana por parte de empreiteiros e da própria câmara municipal. Entre os projectos já realizados destacam-se o Programa Pólis, que veio reorganizar a Avenida Luísa Todi, a construção da zona residencial da Quinta da Saboaria e o Parque Urbano de Albarquel. Para breve, espera-se a deslocalização dos barcos rebocadores e a demolição de alguns edifícios velhos de fábricas para se dar início à construção da Praia da Saúde.
Para finalizar, existe ainda um sem-número de outros bairros que merecem atenção social, política e cultural. Entre eles poderemos enunciar os bairros da Camarinha, Casal das Figueiras, Liceu, Viso, Peixe Frito e Montalvão.

## Economia

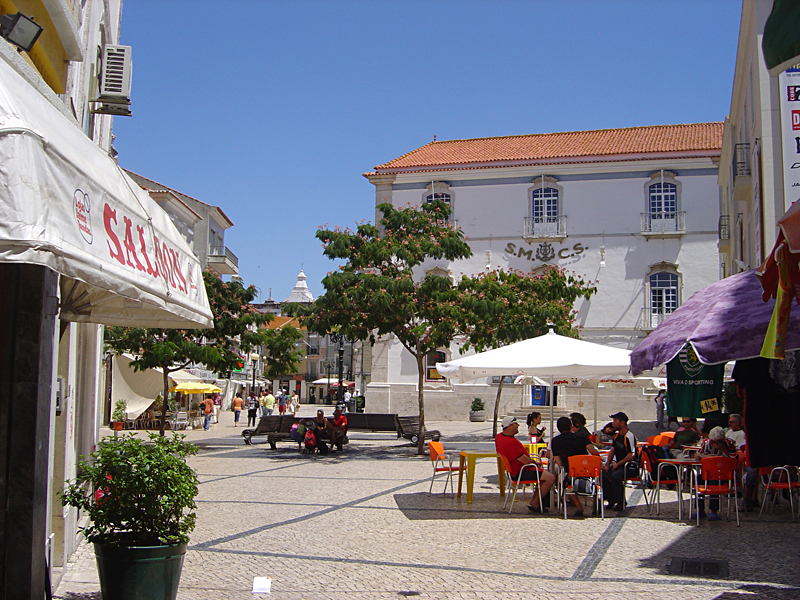
Largo da Misericórdia

De acordo com os censos de 2011, o município de Setúbal tinha uma População em idade ativa de 58,514 pessoas, entre as quais 15.6% estavam desempregadas. Entre aquelas que tinham emprego, 1.6% trabalhavam no Setor primário, 24.9% no Setor secundário e 73.5% no Setor terciário. Setúbal é destacável pelas indústrias de celulose, papel, cimento, fertilizantes, pesticidas, outros produtos fitofarmacêuticos, energia termoeléctrica, construção naval e reparação naval. O Porto de Setúbal movimentou 7,008 milhões de toneladas em 2013, um crescimento de 950 milhões de toneladas face a 2012. Em 2012, em termos de carga movimentada, o Porto de Setúbal situou-se em 4º lugar entre os portos de Portugal, com 7.4% da carga movimentada no país.

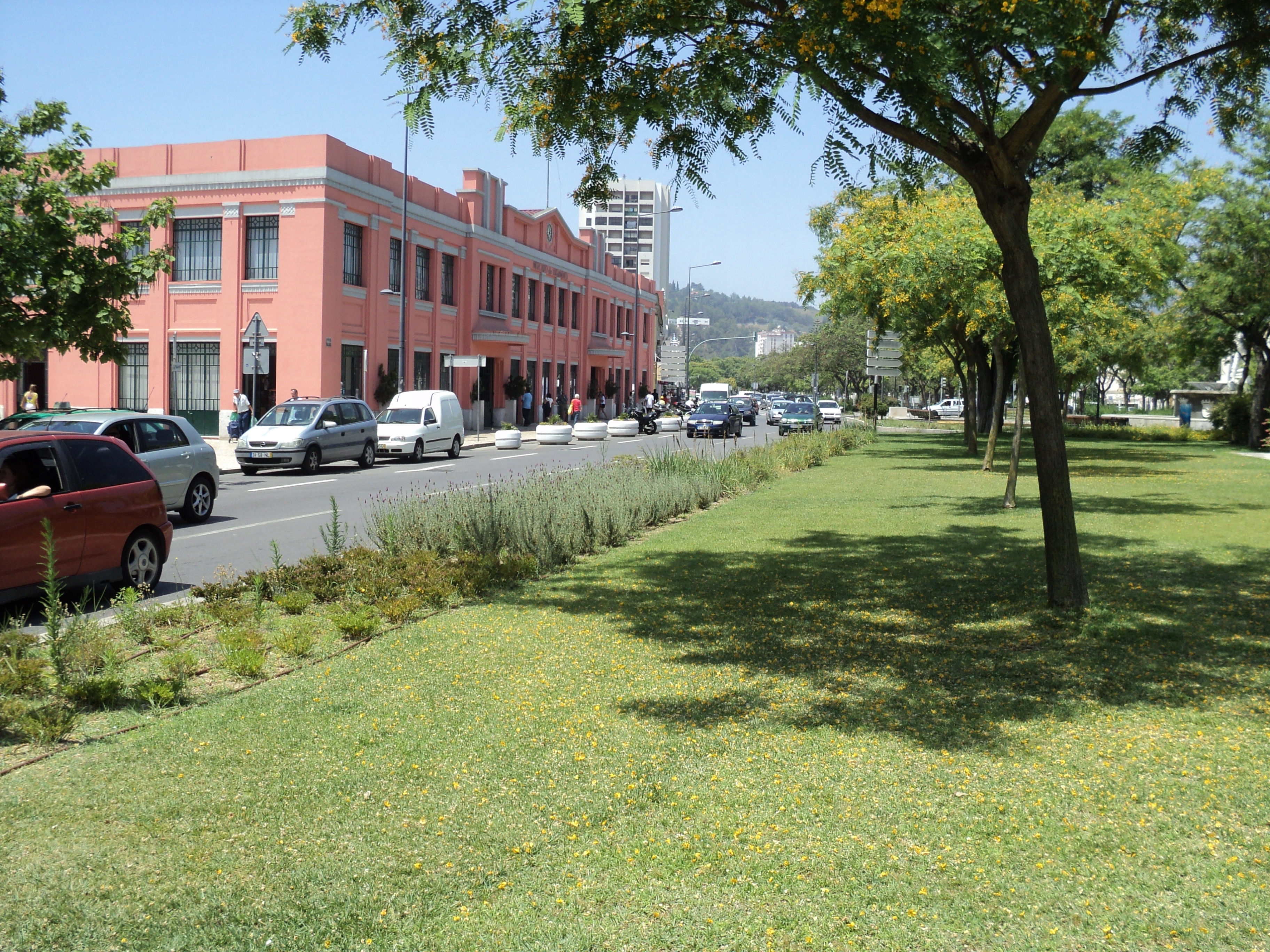
Mercado do Livramento

Em 2015, o mercado de peixe do Livramento, em Setúbal, foi considerado um dos mercados de peixe mais famosos do mundo pelo jornal USA Today.

## Património

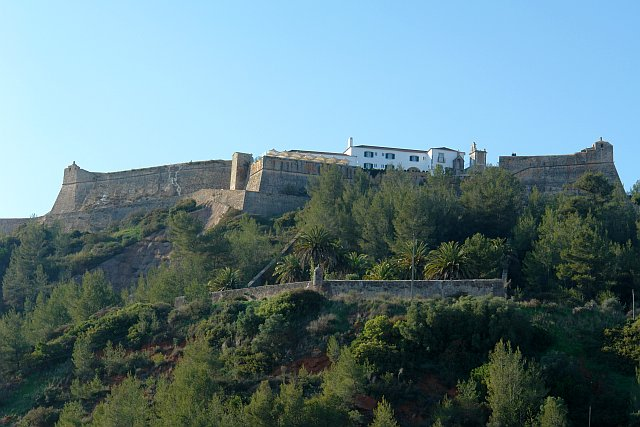
Castelo de São Filipe

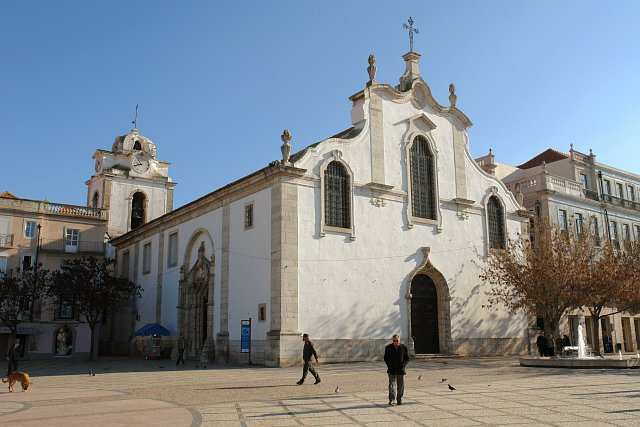
Igreja de São Julião

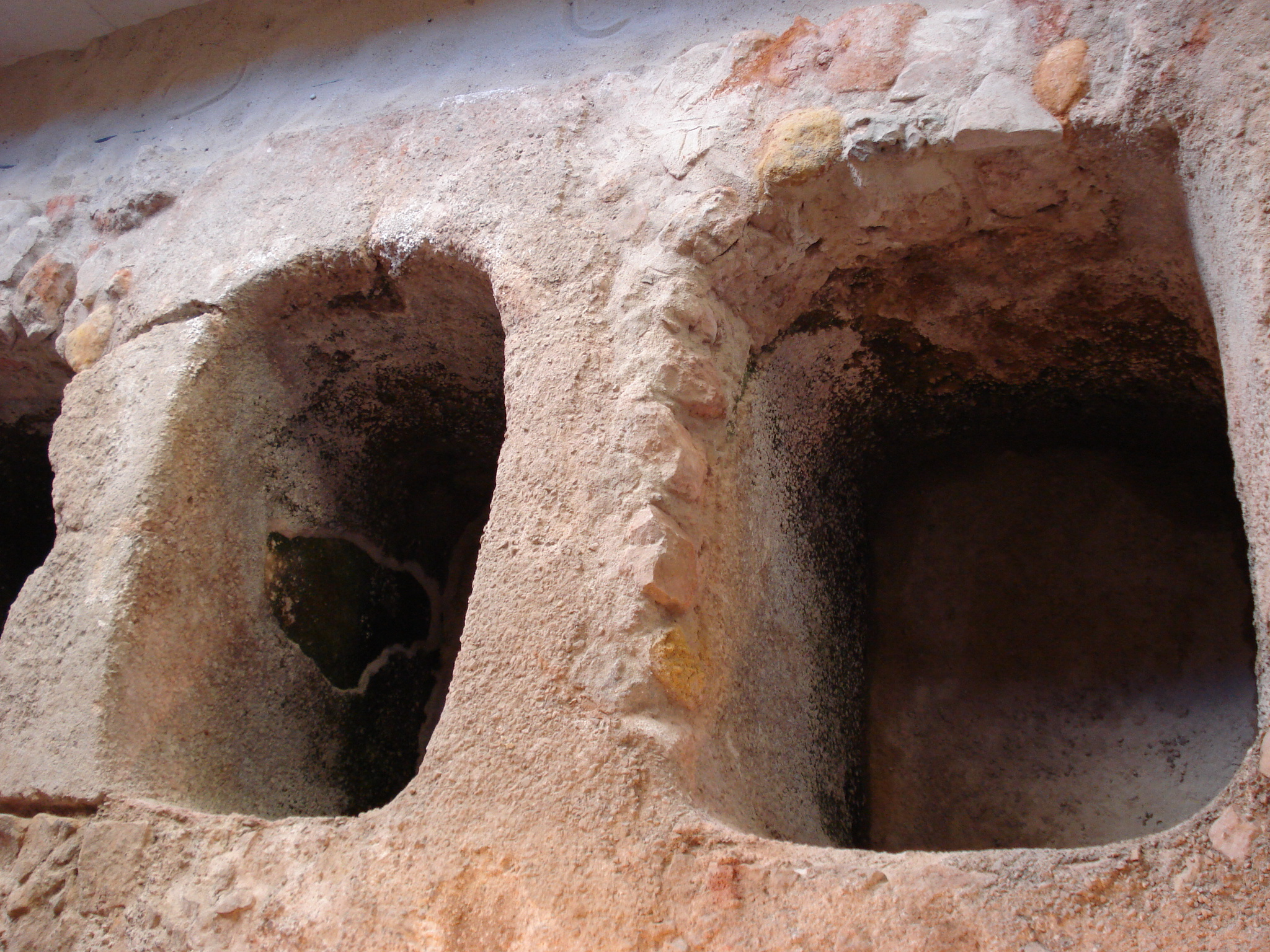
Fábrica romana de salga

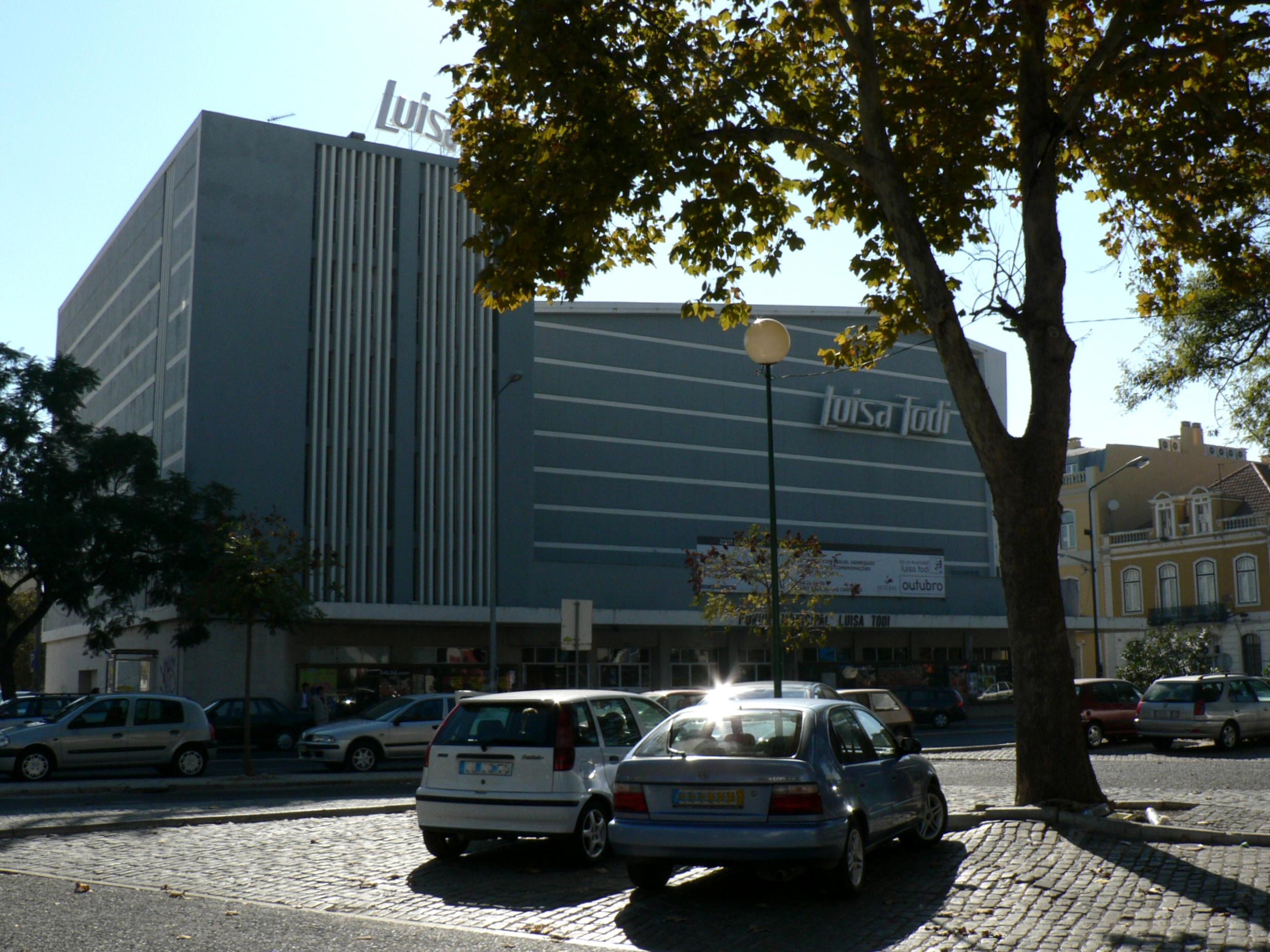
Fórum Municipal Luísa Todi

### Património militar
- Forte de São Filipe (Setúbal)
- Forte de Santiago do Outão
- Forte de Albarquel
- Forte de Santa Maria da Arrábida
- Muralhas de Setúbal
- Forte de São Luís Gonzaga
- Casa do Corpo da Guarda
- Baluarte de Nossa Senhora da Conceição (Quartel do 11)

### Património religioso
- Igreja de Santa Maria da Graça (Sé)
- Igreja de S. Julião
- Igreja de S.Lourenço, Azeitão
- Igreja de São Simão, Azeitão
- Igreja da Boa Hora (ou dos Grilos)
- Igreja de São Sebastião
- Capela de Nossa Senhora dos Anjos
- Igreja da Anunciada
- Igreja de Nossa Senhora da Saúde
- Capela de Nossa Senhora do Carmo
- Capela do Senhor Jesus do Bonfim
- Igreja de São Paulo
- Igreja de São José
- Igreja de Nossa Senhora da Conceição
- Capela de Nossa Senhora de Fátima (Rasca)
- Capela de São Luís da Serra
- Igreja de Nossa Senhora da Ajuda (Comenda) - Privada
- Capela de Santo António
- Capela de São Francisco Xavier (Palácio Fryxell)
- Igreja de Nossa Senhora de Fátima (Faralhão)
- Nicho de Nossa Senhora do Cais
- Convento de São Paulo (Machadas)
- Convento de Jesus
- Convento da Arrábida
- Convento de Brancanes
- Casa do Corpo Santo

### Património arqueológico
- Fábrica romana de Salga em Cetóbriga (Setúbal)
- Ruínas romanas de Troia em Grândola
- Estação arqueológica do Creiro, na Arrábida
- Estação arqueológica do Pedrão, na Serra de São Luís
- Via romana do Viso

### Outro património
- Casa das Quatro Cabeças
- Casa de Bocage
- Escola Superior de Educação de Setúbal
- Fórum Municipal Luísa Todi
- Moinho de Maré da Mourisca
- Palácio Fryxell
- Palácio da Comenda
- Pelourinho de Setúbal
- Quinta dos Bonecos
- Quinta das Machadas
- Pedra Furada

## Cultura e associativismo
Em Setúbal nasceram alguns dos grandes nomes do campo artístico português, como a cantora lírica Luísa Todi e um dos poetas mais aclamados de Portugal Bocage.

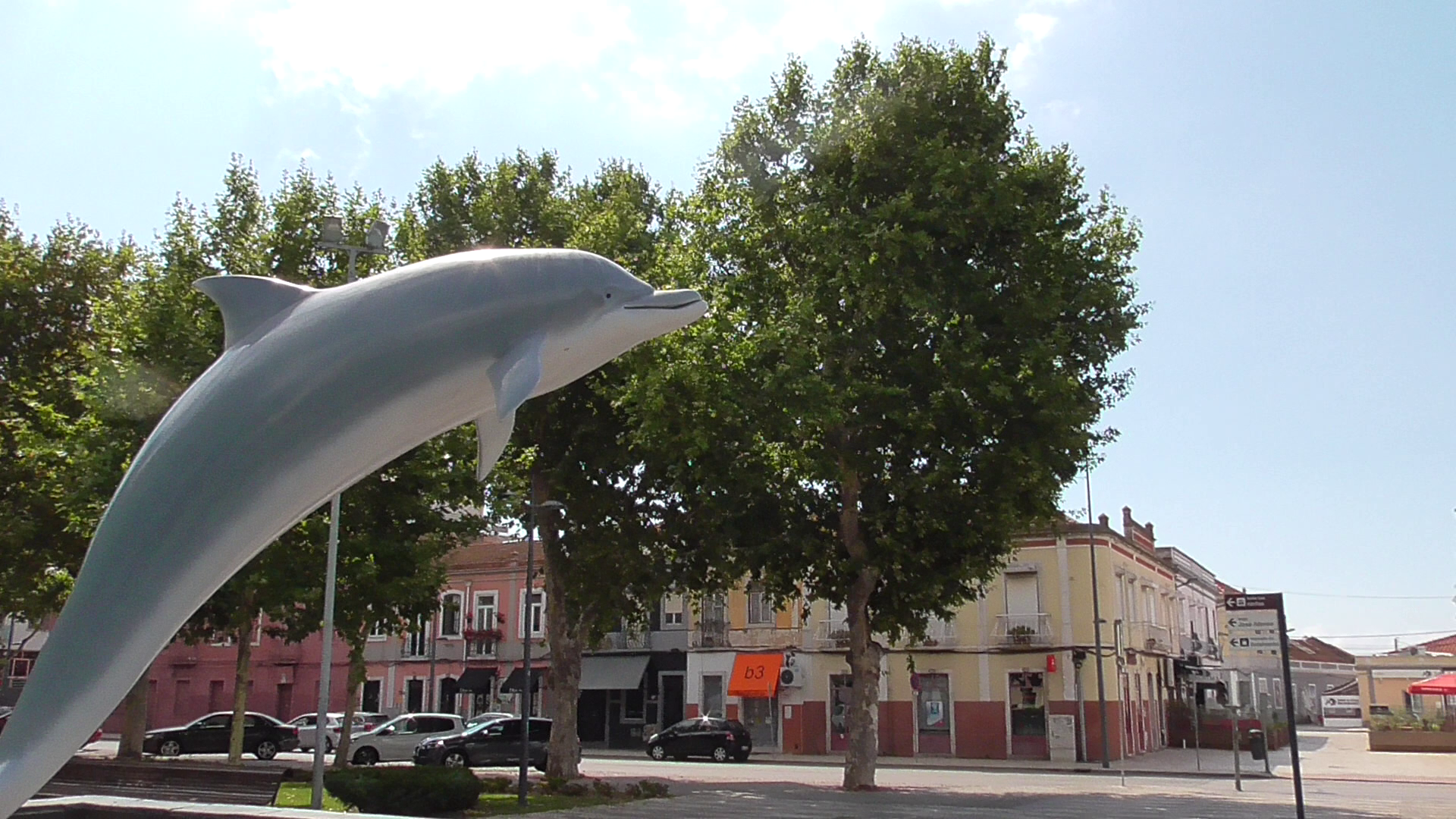

### Museus
- Museu de Setúbal/Convento de Jesus
  - Convento de Jesus: Edifício do Convento de Jesus, obras de arte representativas de algumas coleções do Museu de Setúbal/Convento de Jesus, e achados arqueológicos do Convento de Jesus.[19]
  - Galeria Municipal do Banco de Portugal - Galeria de Pintura Quinhentista - Apresentação de obras representativas da diversidade cronológica e temática do acervo do Museu, com arte sacra (artes plásticas e decorativas), com especial destaque para o Retábulo de pintura da Igreja do Convento de Jesus, da primeira metade do século XVI, arte contemporânea (pintura e escultura), dos séculos XIX e XX, e achados arqueológicos.[20]
- Casa de Bocage[21]

Exposição permanente documentos, livros e peças de arte sobre Bocage
- Arquivo Municipal de Fotografia Américo Ribeiro[22][23]
- Casa do Corpo Santo / Museu do Barroco[24]

Exposição permanente: coleção de instrumentos de ciência náutica doada por Irineu Cruz
- Casa-Memória Joana Luísa e Sebastião da Gama[25]
- Museu de Arqueologia e Etnografia do Distrito de Setúbal[26]
- Museu Oceanográfico Professor Luiz Saldanha[27]
- Museu do Trabalho Michel Giacometti[28]

Inclui uma exposição permanente denominada A indústria conserveira: da lota à lata - a cadeia operatória

### Instituições
- Sociedade Musical Capricho Setubalense, fundada em 22 de Novembro de 1867.
- AHBVS - Associação Humanitária de Bombeiros Voluntários de Setúbal, fundada em 19 de Outubro de 1883.
- AMBA - Associação de Moradores do Bairro da Anunciada, fundada em 13 de Março de 1980.
- Sociedade Filarmónica Perpétua Azeitonense.
- Sociedade Filarmónica Providência.
- Sociedade Musical de Brejos de Azeitão.
- Centro de Estudo Bocageanos (CEB), fundado em 1999.
- Liga dos Amigos de Setúbal e Azeitão (LASA), fundada em 1955
- Ateneu Setubalense, fundado a 19 de Maio de 1914
- Círculo Cultural de Setúbal - Fundado em 1969
- Grupo Autónomo Experimental " Sobe e Desce " - Fundado em 1974
- Coral Luisa Todi, desde 25 de Outubro de 1961
- Cruz Vermelha Portuguesa, Delegação Local de Setúbal.
- ANDE - Igreja Cristã
- Associação de Solidariedade Social da Freguesia de Gâmbia-Pontes-Alto da Guerra
- Caritas
- ADBSS- Associação de Dadores Benévolos de Sangue de Setúbal - Fundada em 28 de Outubro de 1978

### Música
Setúbal é umas das cidades portuguesas com grande tradição na música onde muitos grupos musicais e cantores ao nível nacional, iniciaram ou consolidaram as suas carreiras. Alguns exemplos são as bandas e cantores, Luísa Todi, Zeca Afonso, Noctivagus, Dulce Pontes, Sofia Vitória, Toy, Shakal e Joana Barradas.

## Meios de comunicação

### Jornais
- Jornal de Sesimbra
- Correio de Setúbal
- Jornal de Azeitão
- Jornal da Região (Setúbal-Palmela)
- Jornal de Setúbal
- O Setubalense - Diário da Região
- Sem Mais Jornal
- Setubal Mais

### Jornais electrónicos
- Diário do Distrito
- O Bocagiano
- Distrito Online
- Setúbal na Rede

### Rádios locais
- Radiodifusão em FM:
- Sesimbra FM - 103.9 MHz
- Rádio Azul - 98.9 MHz
- Rádio Amália Setúbal - 100.6 MHz
- Rádio Jornal de Setúbal - 88.6 MHz
- Rádio TV Nacional
- Rádio Azeitão

### Televisão online
- SetúbalTV
- Rádio TV Nacional

## Gastronomia

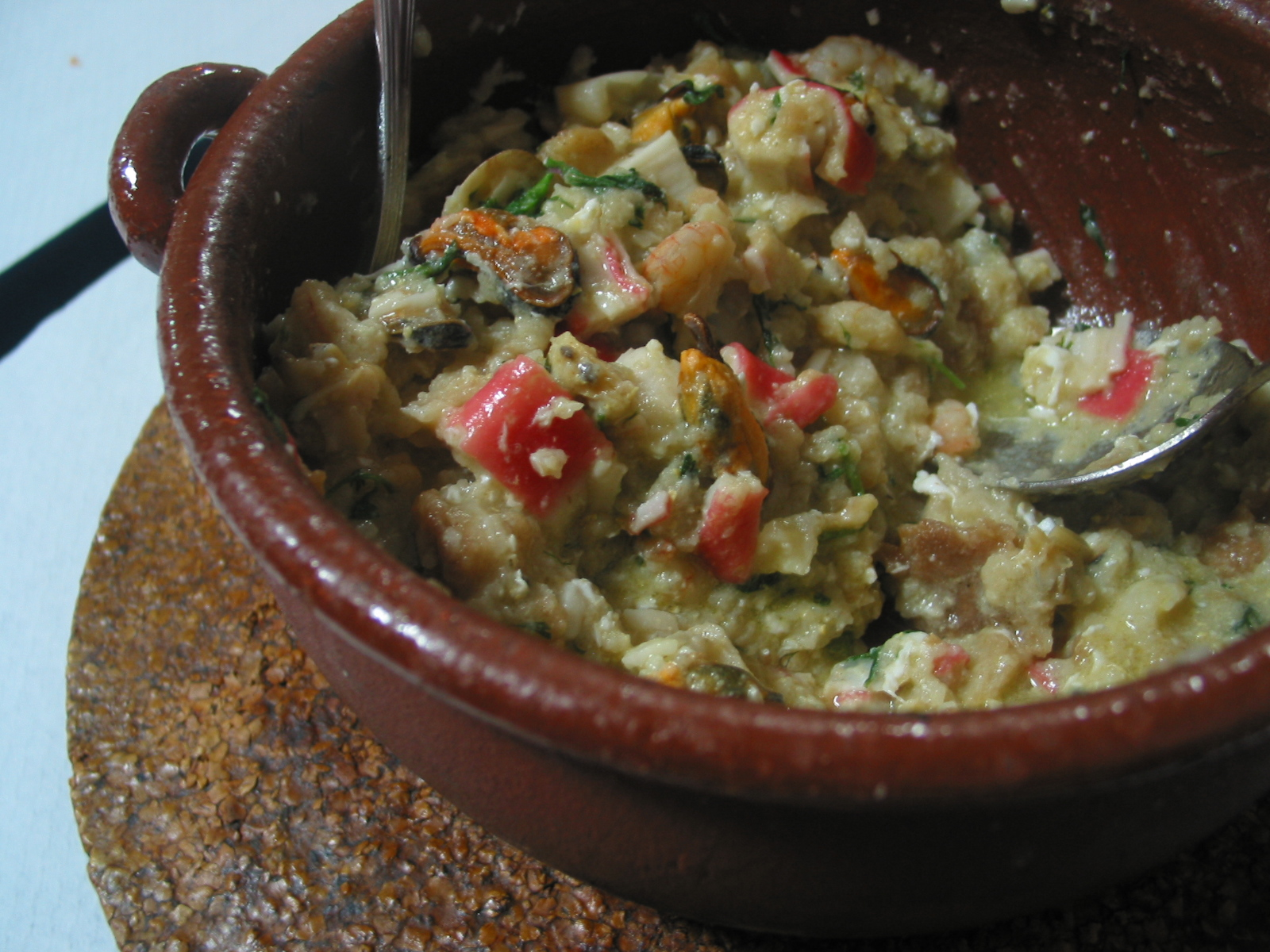
Açorda de marisco

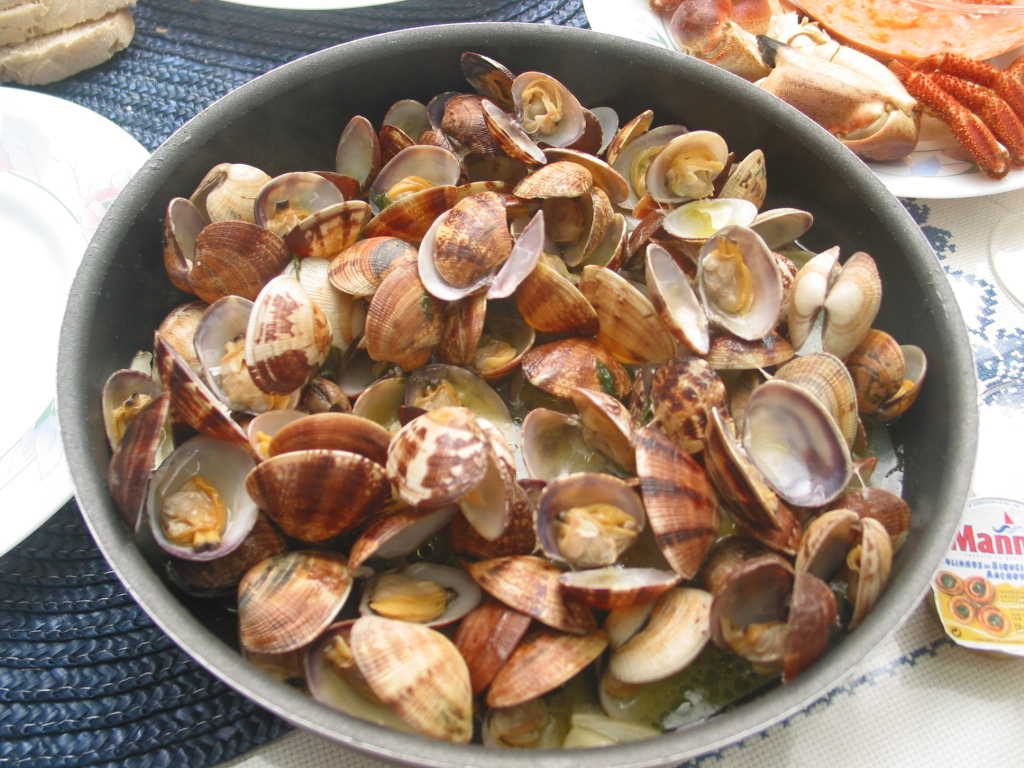
Amêijoas à Bulhão Pato

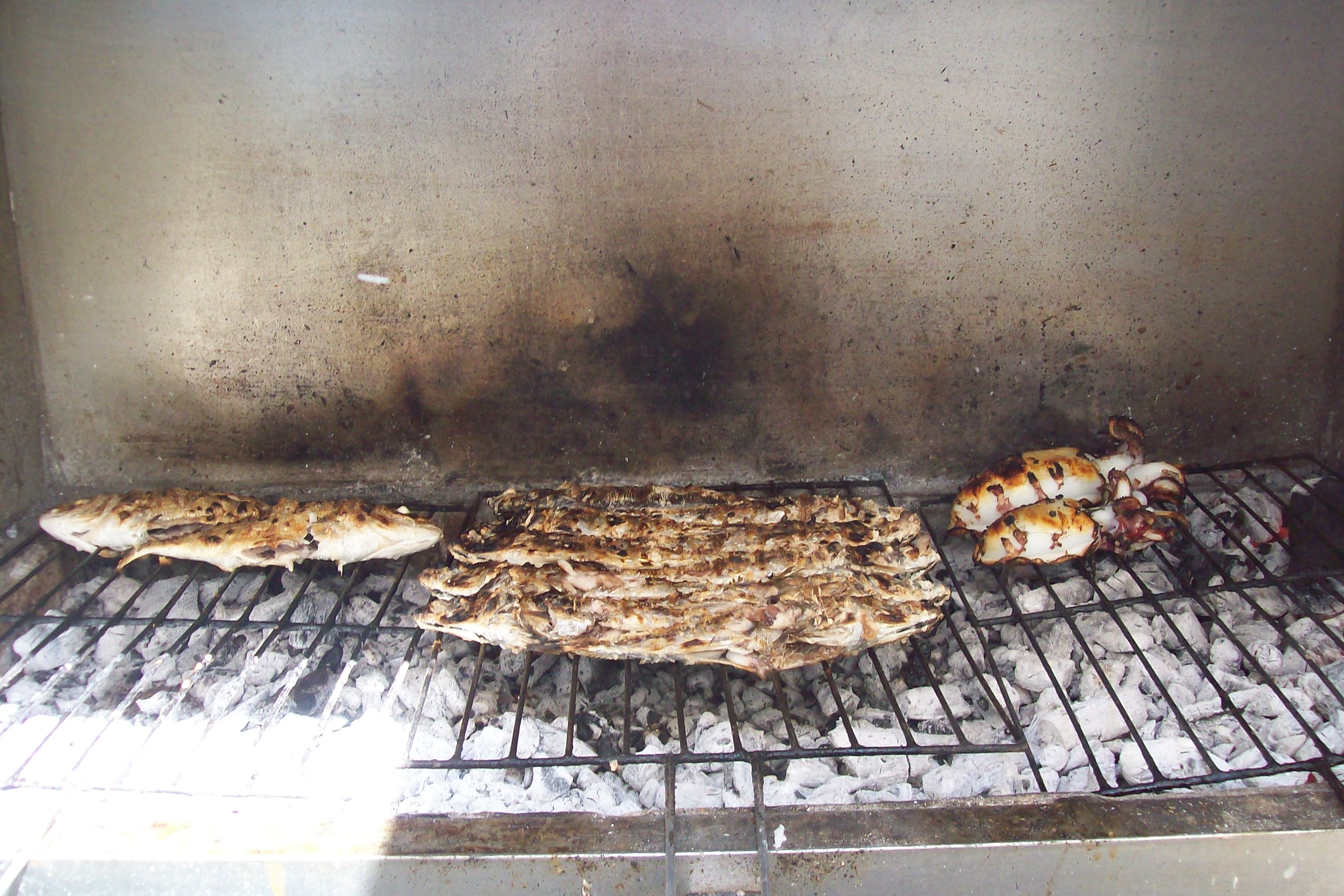
Besugos, carapaus e chocos na grelha - Bairro do Troino

Devido ao envolvimento histórico com o estuário do rio Sado e à proximidade dos portos de Setúbal e de Sesimbra ao oceano Atlântico, a gastronomia da região de Setúbal faz um forte aproveitamento de pratos à base de peixe e de produtos que se desenvolvem favoravelmente no clima da região. Aliás, foi a proximidade da sua fonte de peixe um importante motor económico, nomeadamente na indústria conserveira na cidade de Setúbal, mas que no entretanto definhou a partir de meados da década de 1970 até à sua total deslocalização para outros locais do país. Apesar de a maior parte da gastronomia local assentar em pratos de peixe, a migração de população das regiões do Alentejo e Algarve trouxe alterações à gastronomia com a introdução de novos pratos de carnes e aves, e de açordas que se adaptaram a mariscos e peixes. Fazem ainda parte do repertório gastronómico da cidade bebidas espirituosas (vinho moscatel e licores), queijos, frutos e doçaria tradicional típica da região.
A cidade de Setúbal é reconhecida pela gastronomia baseada em pratos de peixe assado, cozido ou grelhado. É muito comum encontrar restaurantes da região que servem sardinhas assadas, normalmente servidas com acompanhamento de batata cozida e salada de alface temperada com azeite e vinagre. Também é possível encontrar pratos de peixe grelhado ou cozido, como por exemplo salmonete grelhado temperado com molho feito do fígado do peixe, ou a sardinha, robalo e carapau. Grande parte dos restaurantes desta zona têm como especialidade da casa Choco frito, que é choco feito com uma môra e que depois é frito, sem farinha e sem pão ralado que é depois frito e servido acompanhado com batatas fritas e salada sendo um dos pratos mais procurados pelos visitantes da cidade sadina.
Outros pratos à base de produtos do mar incluem: feijoadas e saladas à base de choco e polvo; pratos à base de marisco do rio Sado (santola, sapateira, navalheira); pratos à base de moluscos (amêijoas "à Bulhão Pato", ostras, ameijõa, berbigão, navalhas, vieiras, caracóis do mar); caldeiradas de peixe ou de marisco, feitas agora com maior frequência em cataplanas (uma herança da cultura árabe); e também massas de cherne ou outros peixes.
A produção vinícola da região de Setúbal deu origem a produtos reconhecidos internacionalmente, com uma variedade de vinhos tintos e brancos de qualidade, obtidos a partir de uvas maturadas nas encostas da Serra da Arrábida. Entre estes produtos deve destacar-se o Moscatel de Setúbal, um renomeado vinho licoroso de origem demarcada centrada em Azeitão.
O licor Arrabidine, menos conhecido do público, era originalmente produzido pelos frades que habitavam o Convento de Nossa Senhora da Arrábida, mas mais recentemente é produzido por uma família da freguesia da Quinta do Anjo. Na produção deste licor, cuja confecção, iniciada no século XIX, está envolta em secretismo, sabe-se que são usados frutos silvestres colhidos durante o mês de Dezembro na Serra da Arrábida bem como outros ingredientes únicos da região. O licor Arrabidine é engarrafado e necessita de estagiar cerca de 15 anos antes de ser consumido.
Do repertório da doçaria tradicional da região de Setúbal fazem parte as queijadas, as tortas, e os "esses de Azeitão" — biscoitos com a forma da letra "S", feitos com farinha, açúcar, margarina, ovos e canela. De Setúbal destacam-se também os barquilhos de "casca" de laranja, confeccionados a partir de laranjas produzidas na região. Por fim, salienta-se a produção de queijos como uma das significativas actividades artesanais e económicas desta região da Costa Azul.

## Lazer
Uma forma de lazer pode-se fazer no parque de Vanicelos e no parque da Algodeia com máquinas de exercício instaladas para todos os que quiserem usar. Também existem alguns campos de futebol e atualmente de basquete em Vanicelos.

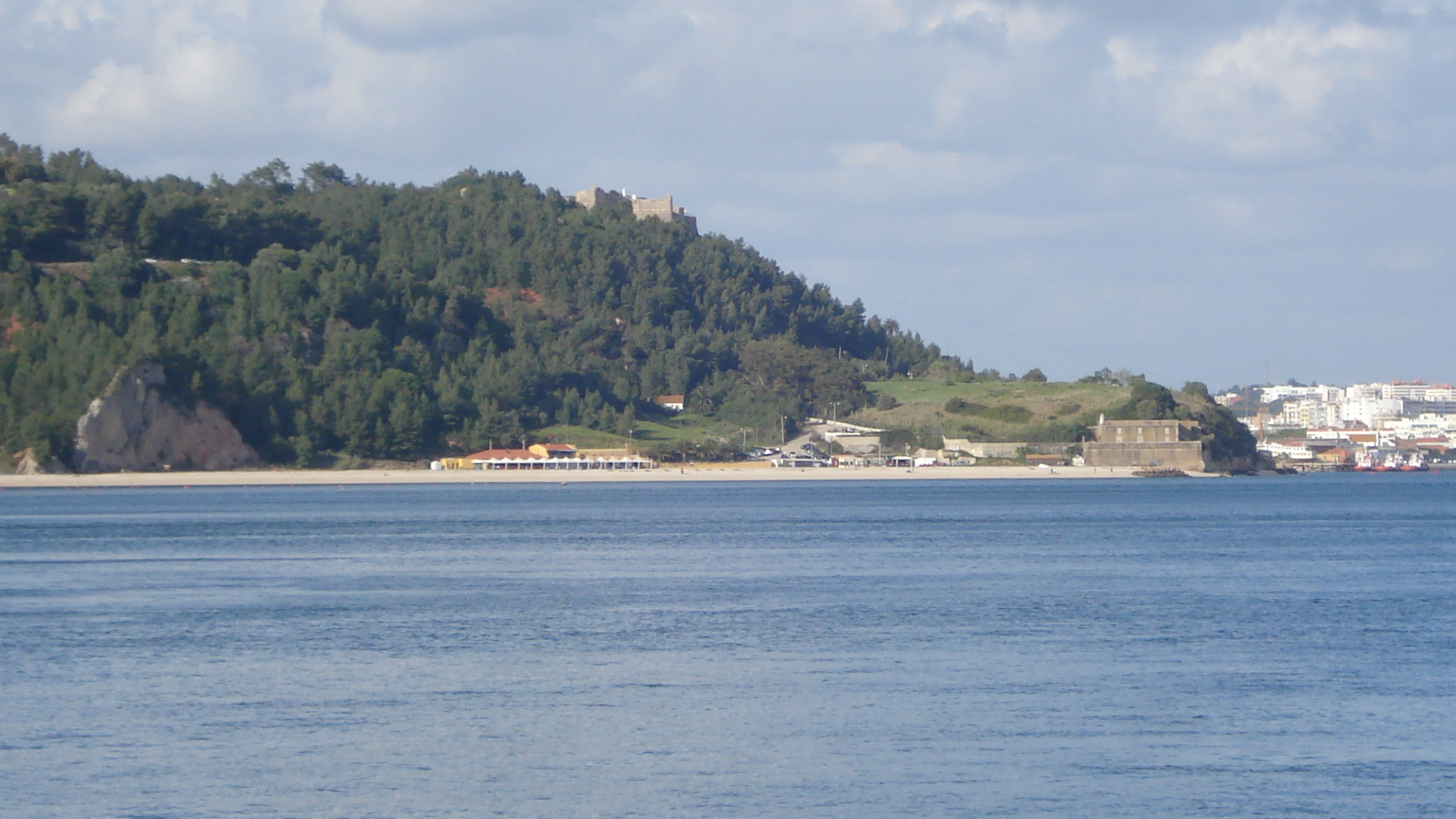
Praia de Albarquel

### Praias
Uma das fortes atracções que Setúbal tem para oferecer a quem a visita, são as suas praias.
Setúbal possui um conjunto de praias bastante diferentes entre si, mas com uma característica em comum: estão todas inseridas no Parque Natural da Arrábida.
As praias de Setúbal são (do centro da cidade para fora):
- Saúde (urbana; ainda não própria para banhos)
- Albarquel (vigiada)
- Comenda
- Rasca
- Figueirinha (vigiada; bandeira azul; bandeira ouro; praia acessível)
- Galapos (vigiada; bandeira ouro)
- Galapinhos (vigiada; bandeira ouro)

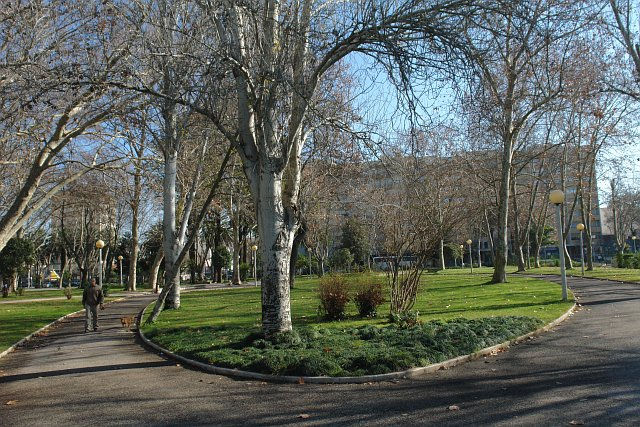
Jardim do Bonfim

- Coelhos (vigiada)
- Anicha
- Monte Branco
- Creiro (vigiada; bandeira ouro)
- Portinho da Arrábida
- Pilotos
- Alpertuche

### Parques e jardins
- Jardim do Bonfim
- Parque Verde da Algodeia
- Parque Urbano de Albarquel
- Parque de Vanicelos
- Jardim de Vanicelos / Jardim da Música
- Bosquete de Vanicelos
- Jardim Engenheiro Luís da Fonseca
- Parque de Lazer de São Gabriel
- Parque Dr. Manuel Constantino Goes, Lanchoa
- Jardim Camilo Castelo Branco, Escarpas de São Nicolau
- Parque do Monte Belo
- Parque Verde da Bela Vista
- Jardim General Luís Domingos, Quebedo e Palhais
- Jardim Afonso Costa
- Jardim Praça da República / Azeitão
- Azeitão Bacalhoa Parque
- Parque Urbano de Sant´Iago
- Bosque do Centenário / Vale de Cobro
- Parque Ambiental do Alhambre
- Espaço Envolvente à Pedra Furada
- Jardins da Luisa Tody

## Heráldica

Brasão de Setúbal

Os elementos heráldicos que compõem o brasão da cidade de Setúbal, em uso desde 1922, são o escudo, repartido de azul e ouro, e a coroa mural, de prata de cinco torres.
Sobre o campo azul espelha-se um castelo de prata, encimado por duas cruzes, a púrpura, da Ordem de Santiago, em campo de ouro. Entre as cruzes, também em púrpura, está uma vieira. O castelo está sobre ondas aguadas de verde e prata onde vogam duas barcas afrontadas, de mastreação singular e velame amarrado, ladeando a porta do castelo. Deslocando-se sobre o mar ondeado, três peixes de prata afrontados. Listel branco com a legenda “Cidade de Setúbal”, a negro. Todos os elementos composicionais descritos estão limitados a negro.

## Desporto
A cidade de Setúbal tem uma histórica tradição no desporto nacional, especialmente no futebol, sendo representada pelo Vitória Futebol Clube, o sexto clube mais titulado em Portugal e adorado por todos os cantos da cidade, que muito se orgulha do clube da sua terra, com o lema ''Support Your Local Team''. Nos anos 60 e 70, os "Sadinos" colocaram em causa a hegemonia dos Três Grandes e venceram inúmeros troféus nacionais a internacionais.[carece de fontes?]
Conta ainda com várias modalidades que englobam cerca de 2000 atletas da região, sendo elas:
- Aikido
- Andebol
- Atletismo
- Futebol de Praia
- Ginástica
- Judo
- Karaté
- Kickboxing
- Rugby
- Taekwondo
- Ténis de Mesa

Em Setúbal existem ainda outros clubes de menor dimensão que competem nos Campeonatos Distritais, sendo eles o União Futebol Comércio e Indústria e o Futebol Clube Setúbal.
Setúbal foi em 2016 nomeada como Cidade Europeia do Desporto.
O reconhecido internacionalmente e já considerado melhor treinador de futebol do mundo , José Mourinho, nasceu na cidade, assim como Mário Narciso, actual seleccionador nacional de futebol de praia e também Bruno Lage, ex-treinador do Sport Lisboa e Benfica e atual treinador do Wolverhampton Wanderers.

## Setubalenses
- Frei Agostinho da Cruz, poeta
- Américo Ribeiro, fotógrafo

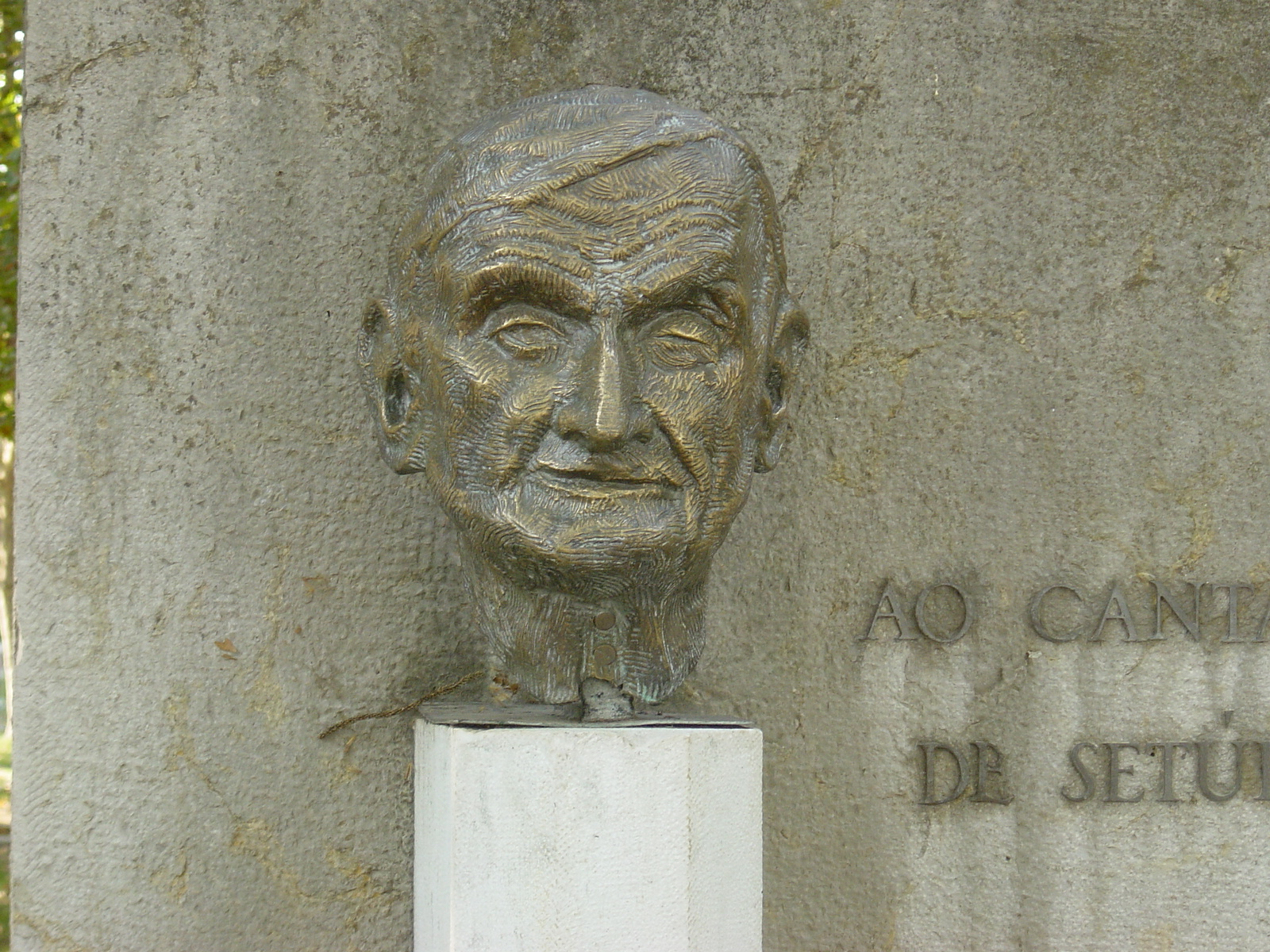
António Maria Eusébio

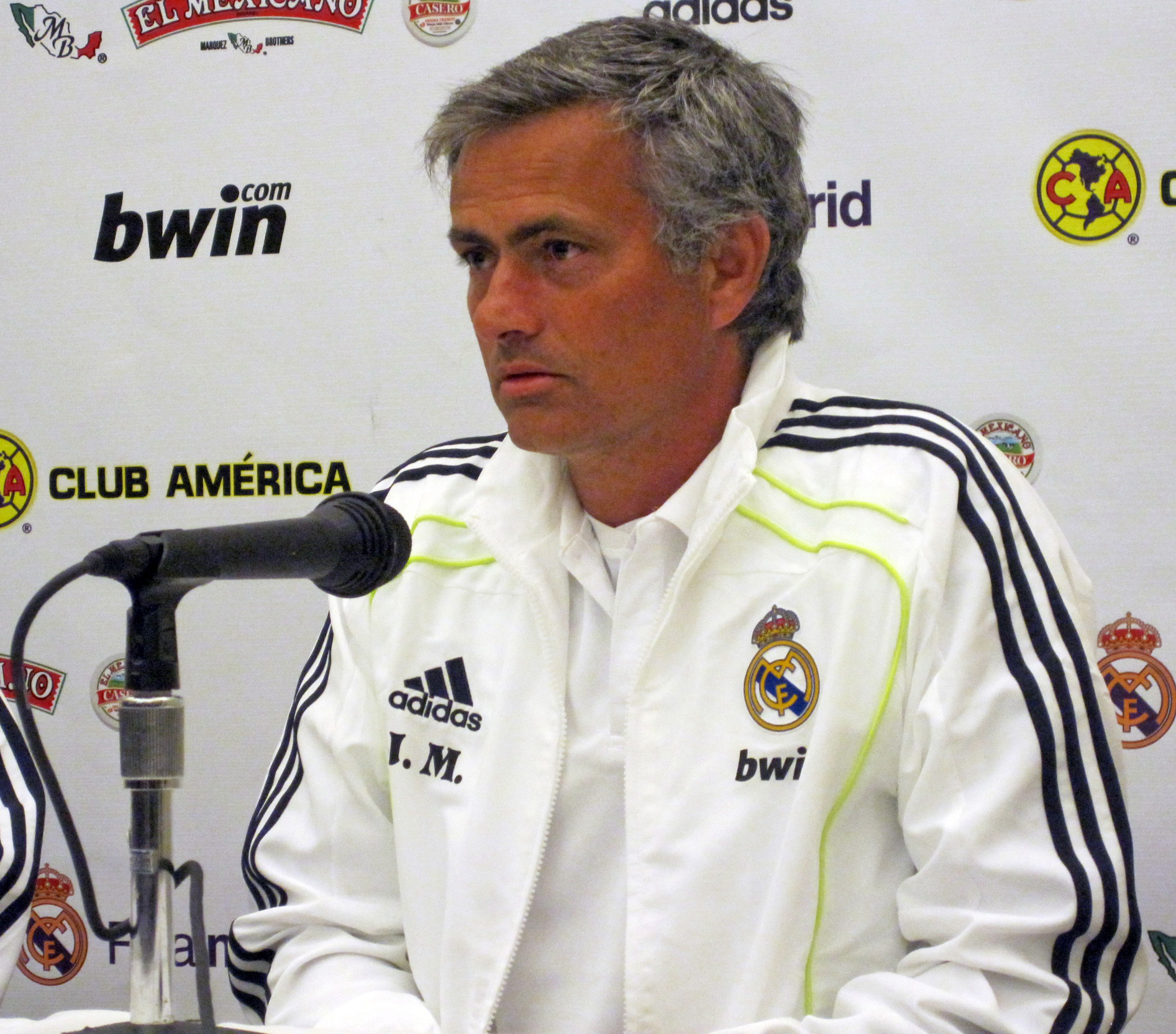
José Mourinho.

- Ana Marques, jornalista e apresentadora de televisão
- António Maria Eusébio ("o Calafate"), poeta popular
- Bruno Lage, treinador de futebol
- Carlos Manitto Torres, engenheiro, ferroviário e político
- Celestino Alves, pintor
- Charles Correia, escultor francês nascido e criado em Setúbal
- Clemente, cantor
- Cristina Cavalinhos, actriz
- Duarte Victor, actor
- Fernando Luís, actor
- Fernando dos Santos, pintor
- Francisco Augusto Flamengo, pintor e autor teatral
- Frederico Nascimento, violoncelista e professor de Harmonia
- João Carlos de Almeida Carvalho, advogado e estudioso da história de Setúbal
- João Mendonza, tenor
- João Cabeçadas, velejador
- João Francisco Envia, comerciante e divulgador da história e cultura de Setúbal
- João Vaz, pintor
- Joaquim Silvestre Serrão, sacerdote, compositor, organista
- José da Costa Torres, Arcebispo de Braga, Bispo do Funchal e Bispo de Elvas
- José Mourinho, treinador de futebol
- José Viriato Soromenho-Marques, filósofo e professor universitário
- Lima de Freitas, pintor
- Luciano Santos, pintor e autor teatral
- Luís Aleluia, actor
- Luís Buchinho, estilista
- Luísa de Aguiar Todi, cantora lírica
- Manuel Francisco Pacheco (Fran Paxeco), escritor, jornalista, diplomata
- Manuel Maria Barbosa du Bocage, poeta
- Manuel Maria Portela, jornalista, poeta e estudioso da história de Setúbal
- Manuel Marques, actor e comediante
- Manuela Couto, actriz
- Olga de Morais Sarmento, escritora e conferencista
- Mário Contumélias, jornalista, escritor
- Mário Nascimento, jornalista e pintor-cenógrafo
- Paula Santos, química e deputada da Assembleia da República, pelo Partido Comunista Português
- Pedro Fernandes Sardinha, bispo
- Rogério Chora, pintor
- Roman Konoplev, publicista, escritor russo e transnistriano
- Rúben Vezo, jogador de futebol
- Rui de Carvalho Nascimento, problemista de xadrez
- Sabrina, cantora
- Sara Prata, actriz e modelo
- Sebastião da Gama, poeta
- Sofia Vitória, cantora
- Tomás Santos e Silva, poeta
- Toy, cantor e compositor
- Vasco Mouzinho de Quebedo, escritor e advogado
- Vicente Alves do Ó, cineasta

## Organização política e administrativa

### Câmara Municipal
| Partidos | Partidos                       | Eleitos                                                                                          | Número de mandatos |
| -------- | ------------------------------ | ------------------------------------------------------------------------------------------------ | ------------------ |
|          | Coligação Democrática Unitária | André Martins (Presidente da Câmara) Carlos Rabaçal Carla Guerreiro Pedro Pina Ana Rita Carvalho | 5 / 11             |
|          | Partido Socialista             | Fernando José Vítor Ferreira Patrícia Rodrigues Joel Marques                                     | 4 / 11             |
|          | Partido Social Democrata       | Fernando Negrão Sónia Martins                                                                    | 2 / 11             |

### Assembleia Municipal
| Partidos | Partidos                       | Deputados  |
| -------- | ------------------------------ | ---------- |
|          | Coligação Democrática Unitária | 17 / 38(a) |
|          | Partido Socialista             | 10 / 38    |
|          | Partido Social Democrata       | 6 / 38     |
|          | CHEGA                          | 2 / 38     |
|          | Bloco de Esquerda              | 1 / 38     |
|          | Pessoas–Animais–Natureza       | 1 / 38     |
|          | Iniciativa Liberal             | 1 / 38     |

### Presidentes de Junta de Freguesia
| Partidos | Partidos                       | Presidentes de Junta |
| -------- | ------------------------------ | -------------------- |
|          | Coligação Democrática Unitária | 5 / 5(b)             |

### Juntas de Freguesia

#### União das freguesias de Azeitão (São Lourenço e São Simão)
| Partido | Partido                        | Mandatos |
| ------- | ------------------------------ | -------- |
|         | Coligação Democrática Unitária | 5 / 5    |

#### Gâmbia-Pontes-Alto da Guerra
| Partido | Partido                        | Mandatos |
| ------- | ------------------------------ | -------- |
|         | Coligação Democrática Unitária | 5 / 5    |

#### União das freguesias de Setúbal (São Julião, Nossa Senhora da Anunciada e Santa Maria da Graça)
| Partido | Partido                        | Mandatos |
| ------- | ------------------------------ | -------- |
|         | Coligação Democrática Unitária | 5 / 5    |

#### Sado
| Partido | Partido                        | Mandatos |
| ------- | ------------------------------ | -------- |
|         | Coligação Democrática Unitária | 3 / 3    |

#### Setúbal (São Sebastião)
| Partido | Partido                        | Mandatos |
| ------- | ------------------------------ | -------- |
|         | Coligação Democrática Unitária | 7 / 7    |

### União das freguesias de Azeitão (São Lourenço e São Simão)
| Partido | Partido                        | Deputados |
| ------- | ------------------------------ | --------- |
|         | Coligação Democrática Unitária | 5 / 13    |
|         | Partido Socialista             | 4 / 13    |
|         | Partido Social Democrata       | 3 / 13    |
|         | CHEGA                          | 1 / 13    |

#### Gâmbia-Pontes-Alto da Guerra
| Partido | Partido                        | Mandatos |
| ------- | ------------------------------ | -------- |
|         | Coligação Democrática Unitária | 7 / 13   |
|         | Partido Socialista             | 4 / 13   |
|         | Partido Social Democrata       | 2 / 13   |

#### União das freguesias de Setúbal (São Julião, Nossa Senhora da Anunciada e Santa Maria da Graça)
| Partido | Partido                        | Mandatos |
| ------- | ------------------------------ | -------- |
|         | Coligação Democrática Unitária | 7 / 19   |
|         | Partido Socialista             | 6 / 19   |
|         | Partido Social Democrata       | 4 / 19   |
|         | Bloco de Esquerda              | 1 / 19   |
|         | CHEGA                          | 1 / 19   |

#### Sado
| Partido | Partido                        | Mandatos |
| ------- | ------------------------------ | -------- |
|         | Coligação Democrática Unitária | 5 / 9    |
|         | Partido Socialista             | 3 / 9    |
|         | Partido Social Democrata       | 1 / 9    |

#### São Sebastião
| Partido | Partido                        | Mandatos |
| ------- | ------------------------------ | -------- |
|         | Coligação Democrática Unitária | 9 / 21   |
|         | Partido Socialista             | 7 / 21   |
|         | Partido Social Democrata       | 3 / 21   |
|         | CHEGA                          | 1 / 21   |
|         | Bloco de Esquerda              | 1 / 21   |

Notas:
↑(a)  Inclui também os 5 presidentes da Junta de Freguesia por inerência eleitos pelo partido em questão.
↑(b)  Membros por inerência da Assembleia Municipal.

### Eleições autárquicas
Ver artigo principal: Câmara Municipal de Setúbal

#### Câmara Municipal[32]
| Data | %     | V     | %            | V            | %      | V      | %       | V       | %      | V      | %         | V         | %     | V  | %              | V      | %              | V   | %              | V   | %              | V       | %              | V   | %    | V   | %    | V   | %   | V   | %  | V  | %              | V  | %   | V   | %   | V   | %        | V        | %   | V    | %   | V   | %   | V   | %   | V   | Participação |                |
| Data | PS    | PS    | FEPU/APU/CDU | FEPU/APU/CDU | GDUP   | GDUP   | PPD/PSD | PPD/PSD | CDS-PP | CDS-PP | PCTP/MRPP | PCTP/MRPP | AD    | AD | UDP/BE         | UDP/BE | PPM            | PPM | PRD            | PRD | PSD-CDS        | PSD-CDS | GCE            | GCE | MPT  | MPT | PAN  | PAN | CH  | CH  | IL | IL | NC             | NC | RIR | RIR | ADN | ADN | PCP (ml) | PCP (ml) | LCI | LCI  | PSN | PSN | PSR | PSR | PTP | PTP | Participação |                |
| ---- | ----- | ----- | ------------ | ------------ | ------ | ------ | ------- | ------- | ------ | ------ | --------- | --------- | ----- | -- | -------------- | ------ | -------------- | --- | -------------- | --- | -------------- | ------- | -------------- | --- | ---- | --- | ---- | --- | --- | --- | -- | -- | -------------- | -- | --- | --- | --- | --- | -------- | -------- | --- | ---- | --- | --- | --- | --- | --- | --- | ------------ | -------------- |
| Data | 1976  | 38,31 | 4            | 34,78        | 4      | 10,50  | 1       | 7,08    | -      | 4,61   | -         | 0,88      | -     |    |                |        |                |     |                |     |                |         |                |     |      |     |      |     |     |     |    |    |                |    |     |     |     |     |          | 0,65     | -   | 0,28 | -   |     |     |     |     |     |              | 66,79 / 100,00 |
| 1979 | 20,78 | 2     | 44,92        | 4            |        |        | AD      | AD      | AD     | AD     | 0,51      | -         | 28,33 | 3  | 3,61           | -      | AD             | AD  |                |     |                |         | 76,06 / 100,00 |     |      |     |      |     |     |     |    |    |                |    |     |     |     |     |          |          |     |      |     |     |     |     |     |     |              |                |
| 1982 | 31,01 | 3     | 43,21        | 5            | 14,33  | 1      | 6,54    | -       | 0,61   | -      |           |           | 1,60  | -  |                |        | 74,63 / 100,00 |     |                |     |                |         |                |     |      |     |      |     |     |     |    |    |                |    |     |     |     |     |          |          |     |      |     |     |     |     |     |     |              |                |
| 1985 | 42,13 | 4     | 39,00        | 4            |        |        |         |         | 0,42   | -      | 1,39      | -         | 14,74 | 1  | 64,19 / 100,00 |        |                |     |                |     |                |         |                |     |      |     |      |     |     |     |    |    |                |    |     |     |     |     |          |          |     |      |     |     |     |     |     |     |              |                |
| 1989 | 48,94 | 5     | 30,99        | 3            | AD     | AD     | AD      | AD      | 2,47   | -      | 14,52     | 1         |       |    | AD             | AD     | CDU            | CDU | 53,47 / 100,00 |     |                |         |                |     |      |     |      |     |     |     |    |    |                |    |     |     |     |     |          |          |     |      |     |     |     |     |     |     |              |                |
| 1993 | 51,84 | 6     | 23,16        | 2            | 15,60  | 1      | 4,39    | -       | 1,22   | -      |           |           |       |    |                |        | PSR            | PSR | 1,11           | -   | 54,35 / 100,00 |         |                |     |      |     |      |     |     |     |    |    |                |    |     |     |     |     |          |          |     |      |     |     |     |     |     |     |              |                |
| 1997 | 37,14 | 4     | 32,32        | 3            | 18,39  | 2      | 3,20    | -       | 1,27   | -      | 1,50      | -         |       |    | 1,23           | -      | PSR            | PSR | 46,04 / 100,00 |     |                |         |                |     |      |     |      |     |     |     |    |    |                |    |     |     |     |     |          |          |     |      |     |     |     |     |     |     |              |                |
| 2001 | 23,11 | 2     | 52,29        | 6            | CDS-PP | CDS-PP | PPD/PSD | PPD/PSD | 1,74   | -      | 1,17      | -         | 14,74 | 1  | 3,86           | -      | 0,35           | -   | BE             | BE  | BE             | BE      | 54,22 / 100,00 |     |      |     |      |     |     |     |    |    |                |    |     |     |     |     |          |          |     |      |     |     |     |     |     |     |              |                |
| 2005 | 21,20 | 2     | 40,39        | 4            | 25,43  | 3      | 1,50    | -       | 2,01   | -      | 5,16      | -         |       |    |                |        |                |     | BE             | BE  | BE             | BE      | 49,08 / 100,00 |     |      |     |      |     |     |     |    |    |                |    |     |     |     |     |          |          |     |      |     |     |     |     |     |     |              |                |
| 2009 | 29,81 | 3     | 38,83        | 5            | 14,48  | 1      | 5,81    | -       | 1,42   | -      | 6,09      | -         | 0,74  | -  | 47,62 / 100,00 |        |                |     | BE             | BE  | BE             | BE      |                |     |      |     |      |     |     |     |    |    |                |    |     |     |     |     |          |          |     |      |     |     |     |     |     |     |              |                |
| 2013 | 26,41 | 4     | 41,93        | 6            | CDS-PP | CDS-PP | PPD/PSD | PPD/PSD | 2,46   | -      | 5,66      | -         | 12,85 | 1  |                |        | 2,83           | -   | BE             | BE  | BE             | BE      | 38,73 / 100,00 |     |      |     |      |     |     |     |    |    |                |    |     |     |     |     |          |          |     |      |     |     |     |     |     |     |              |                |
| 2017 | 21,78 | 3     | 49,95        | 7            | 10,94  | 1      | 3,20    | -       | 1,78   | -      | 5,24      | -         |       |    | 2,86           | -      | 0,26           | -   | BE             | BE  | BE             | BE      | 43,07 / 100,00 |     |      |     |      |     |     |     |    |    |                |    |     |     |     |     |          |          |     |      |     |     |     |     |     |     |              |                |
| 2021 | 27,67 | 4     | 34,40        | 5            | 16,57  | 2      | 1,72    | -       |        |        | 4,23      | -         | NC    | NC | 2,27           | -      | 5,88           | -   | BE             | BE  | BE             | BE      | 2,32           | -   | 0,74 | -   | 0,53 | -   | RIR | RIR |    |    | 42,14 / 100,00 |    |     |     |     |     |          |          |     |      |     |     |     |     |     |     |              |                |

#### Assembleia Municipal[33]
Exclui os presidentes de junta de freguesia.
| Data | %     | V     | %            | V            | %       | V       | %       | V       | %         | V         | %      | V      | %              | V  | %              | V      | %              | V   | %              | V   | %       | V       | %    | V   | %   | V   | %   | V   | %              | V  | %  | V  | %  | V  | %   | V   | %   | V   | %   | V   | %   | V   | %   | V   | Participação |                |
| Data | PS    | PS    | FEPU/APU/CDU | FEPU/APU/CDU | PPD/PSD | PPD/PSD | GDUP    | GDUP    | PCTP/MRPP | PCTP/MRPP | CDS-PP | CDS-PP | AD             | AD | UDP/BE         | UDP/BE | PPM            | PPM | PRD            | PRD | PSD-CDS | PSD-CDS | IND  | IND | MPT | MPT | PAN | PAN | CH             | CH | IL | IL | NC | NC | RIR | RIR | ADN | ADN | PSN | PSN | PSR | PSR | PTP | PTP | Participação |                |
| ---- | ----- | ----- | ------------ | ------------ | ------- | ------- | ------- | ------- | --------- | --------- | ------ | ------ | -------------- | -- | -------------- | ------ | -------------- | --- | -------------- | --- | ------- | ------- | ---- | --- | --- | --- | --- | --- | -------------- | -- | -- | -- | -- | -- | --- | --- | --- | --- | --- | --- | --- | --- | --- | --- | ------------ | -------------- |
| Data | 1976  | 38,11 | 10           | 35,54        | 10      | 11,50   | 3       | 10,74   | 3         | 1,13      | -      |        |                |    |                |        |                |     |                |     |         |         |      |     |     |     |     |     |                |    |    |    |    |    |     |     |     |     |     |     |     |     |     |     |              | 66,69 / 100,00 |
| 1979 | 21,06 | 10    | 44,53        | 21           | AD      | AD      |         |         | 0,52      | -         | AD     | AD     | 28,59          | 13 | 3,65           | -      | AD             | AD  | 76,07 / 100,00 |     |         |         |      |     |     |     |     |     |                |    |    |    |    |    |     |     |     |     |     |     |     |     |     |     |              |                |
| 1982 | 30,49 | 14    | 42,75        | 21           | 14,86   | 7       | 0,65    | -       | 6,72      | 3         |        |        | 1,76           | -  |                |        | 74,99 / 100,00 |     |                |     |         |         |      |     |     |     |     |     |                |    |    |    |    |    |     |     |     |     |     |     |     |     |     |     |              |                |
| 1985 |       |       | 38,92        | 11           | 41,40   | 12      | 0,43    | -       |           |           | 1,57   | -      | 15,34          | 4  | 64,03 / 100,00 |        |                |     |                |     |         |         |      |     |     |     |     |     |                |    |    |    |    |    |     |     |     |     |     |     |     |     |     |     |              |                |
| 1989 | 44,37 | 13    | 32,63        | 9            | AD      | AD      |         |         | AD        | AD        | 19,95  | 5      |                |    | AD             | AD     | CDU            | CDU | 53,47 / 100,00 |     |         |         |      |     |     |     |     |     |                |    |    |    |    |    |     |     |     |     |     |     |     |     |     |     |              |                |
| 1993 | 48,35 | 14    | 25,43        | 7            | 17,23   | 5       | 4,30    | 1       |           |           |        |        |                |    | 0,70           | -      | 1,08           | -   | 53,61 / 100,00 |     |         |         |      |     |     |     |     |     |                |    |    |    |    |    |     |     |     |     |     |     |     |     |     |     |              |                |
| 1997 | 36,49 | 11    | 33,05        | 10           | 19,16   | 5       | 3,46    | 1       | 1,62      | -         |        |        | 1,45           | -  | 46,15 / 100,00 |        |                |     |                |     |         |         |      |     |     |     |     |     |                |    |    |    |    |    |     |     |     |     |     |     |     |     |     |     |              |                |
| 2001 | 25,63 | 8     | 49,15        | 13           | CDS-PP  | CDS-PP  | PPD/PSD | PPD/PSD | 2,53      | -         | 17,78  | 5      | 5,60           | 1  | BE             | BE     | 54,22 / 100,00 |     |                |     |         |         |      |     |     |     |     |     |                |    |    |    |    |    |     |     |     |     |     |     |     |     |     |     |              |                |
| 2005 | 23,64 | 7     | 38,38        | 11           | 24,42   | 7       | 1,83    | -       | 7,14      | 2         |        |        |                |    | BE             | BE     | 49,08 / 100,00 |     |                |     |         |         |      |     |     |     |     |     |                |    |    |    |    |    |     |     |     |     |     |     |     |     |     |     |              |                |
| 2009 | 29,11 | 8     | 36,43        | 11           | 15,66   | 4       | 7,07    | 2       | 7,93      | 2         | 0,83   | -      | 47,62 / 100,00 |    | BE             | BE     |                |     |                |     |         |         |      |     |     |     |     |     |                |    |    |    |    |    |     |     |     |     |     |     |     |     |     |     |              |                |
| 2013 | 28,23 | 10    | 41,93        | 15           | CDS-PP  | CDS-PP  | PPD/PSD | PPD/PSD | 7,71      | 3         | 14,91  | 5      |                |    | BE             | BE     | 38,72 / 100,00 |     |                |     |         |         |      |     |     |     |     |     |                |    |    |    |    |    |     |     |     |     |     |     |     |     |     |     |              |                |
| 2017 | 25,42 | 9     | 42,22        | 16           | 12,20   | 4       | 3,47    | 1       | 7,59      | 2         |        |        | 4,14           | 1  | BE             | BE     | 0,44           | -   | 43,05 / 100,00 |     |         |         |      |     |     |     |     |     |                |    |    |    |    |    |     |     |     |     |     |     |     |     |     |     |              |                |
| 2021 | 27,54 | 10    | 32,47        | 12           | 15,88   | 6       | 1,80    | -       | 5,09      | 1         | NC     | NC     | 3,02           | 1  | BE             | BE     | 6,38           | 2   | 2,55           | 1   | 0,80    | -       | 0,58 | -   | RIR | RIR |     |     | 42,06 / 100,00 |    |    |    |    |    |     |     |     |     |     |     |     |     |     |     |              |                |

### Eleições legislativas
| Data | %     | %     | %     | %     | %     | %       | %     | %     | %    | %     | %    | %   | %       | % | %  | %  |  |
| Data | PS    | PCP   | PSD   | CDS   | UDP   | APU/CDU | AD    | FRS   | PRD  | PSN   | BE   | PAN | PSD CDS | L | IL | CH |  |
| ---- | ----- | ----- | ----- | ----- | ----- | ------- | ----- | ----- | ---- | ----- | ---- | --- | ------- | - | -- | -- |  |
| Data | 1976  | 37,55 | 35,61 | 11,51 | 4,93  | 2,21    |       |       |      |       |      |     |         |   |    |    |  |
| 1979 | 23,71 | APU   | AD    | AD    | 4,35  | 39,37   | 27,03 |       |      |       |      |     |         |   |    |    |  |
| 1980 | FRS   | APU   | AD    | AD    | 3,15  | 35,08   | 29,10 | 26,42 |      |       |      |     |         |   |    |    |  |
| 1983 | 34,32 | APU   | 15,09 | 6,65  | 1,84  | 37,96   |       |       |      |       |      |     |         |   |    |    |  |
| 1985 | 16,89 | APU   | 18,16 | 4,52  | 2,16  | 30,20   | 24,57 |       |      |       |      |     |         |   |    |    |  |
| 1987 | 17,99 | CDU   | 38,51 | 2,10  | 1,53  | 25,50   | 9,59  |       |      |       |      |     |         |   |    |    |  |
| 1991 | 29,53 | CDU   | 40,60 | 3,00  |       | 17,29   | 1,05  | 2,84  |      |       |      |     |         |   |    |    |  |
| 1995 | 47,88 | CDU   | 20,31 | 9,11  | 0,87  | 17,34   |       | 0,14  |      |       |      |     |         |   |    |    |  |
| 1999 | 46,25 | CDU   | 19,74 | 6,81  |       | 19,31   | 0,22  | 3,91  |      |       |      |     |         |   |    |    |  |
| 2002 | 37,67 | CDU   | 27,75 | 8,14  | 17,64 |         | 5,27  |       |      |       |      |     |         |   |    |    |  |
| 2005 | 43,11 | CDU   | 17,77 | 6,34  | 16,33 | 11,40   |       |       |      |       |      |     |         |   |    |    |  |
| 2009 | 32,08 | CDU   | 18,89 | 11,64 | 15,94 | 15,52   |       |       |      |       |      |     |         |   |    |    |  |
| 2011 | 24,99 | CDU   | 27,74 | 15,10 | 15,99 | 7,61    | 1,52  |       |      |       |      |     |         |   |    |    |  |
| 2015 | 34,15 | CDU   | CDS   | PSD   | 15,68 | 13,83   | 2,11  | 24,77 | 1,00 |       |      |     |         |   |    |    |  |
| 2019 | 37,83 | CDU   | 15,97 | 3,54  | 13,31 | 13,44   | 4,57  |       | 1,20 | 1,79  | 0,96 |     |         |   |    |    |  |
| 2022 | 44,58 | CDU   | 17,98 | 1,15  | 8,68  | 6,17    | 1,98  | 1,43  | 9,03 | 5,52  |      |     |         |   |    |    |  |
| 2024 | 29,91 | CDU   | AD    | AD    | 6,49  | 18,74   | 6,47  | 2,60  | 4,25 | 20,79 | 5,59 |     |         |   |    |    |  |

## Feriado municipal

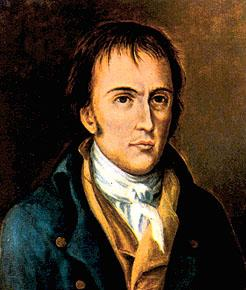
Manuel Maria Barbosa du Bocage

- Dia de Bocage - 15 de Setembro

## Relações externas
Setúbal encontra-se irmanada com:
- Leiria, Portugal, desde Maio de 1982
- Beauvais, França, desde Junho de 1982
- Pau, França, desde Setembro de 1991
- Magdeburgo, Alemanha, desde Março de 1993
- Galaţi, Roménia, desde Janeiro de 1994
- Tordesilhas, Espanha, desde Setembro de 1994
- Maxixe, Moçambique, desde Agosto de 1999
- Nacala Porto, Moçambique, desde Agosto de 1999
- Debrecen, Hungria, desde Novembro de 2000
- Porto Seguro, Brasil, desde Março de 2001
- Safim, Marrocos, desde Abril de 2001
- Quelimane, Moçambique, desde Agosto de 2005

Setúbal tem protocolos internacionais de cooperação com:
- Tarrafal, Cabo Verde, desde Julho de 2001
- Bobigny, França, desde Outubro de 2004

## Localidades na vizinhança
O diagrama seguinte representa as localidades num raio de 35 km ao redor de Setúbal.

## Acessibilidade

### Rodoviária

#### Autoestrada
- A2
- A6
- A12
- A13

#### Estrada
- IC1
- N5
- N10
- N252
- N379
- N379-1
- N379-2

### Portuária
- Porto de Setúbal

### Ferroviária
- interfaces com serviço de passageiros:
  - Estação Ferroviária de Setúbal: SA 2
  - Apeadeiro de Praça do Quebedo: SA
  - Apeadeiro de Praias do Sado-A: SA
- interfaces sem serviço de passageiros:
  - Estação Ferroviária de Vale da Rosa
  - Estação Ferroviária de Setúbal-Mar
  - Estação Ferroviária de Praias-Sado
- interfaces extintas:
  - Apeadeiro de Fontainhas - Sado
  - Apeadeiro de Cachofarra
  - Apeadeiro de Mourisca - Sado

### Aeroportuária
- Aeroporto de Lisboa

### A arqueologia
- Das antigualhas ao património : marcos da arqueologia em Setúbal (1500-1960). Setúbal : Câmara Municipal de Setúbal, 2002.
- CARVALHO, João Carlos de Almeida. A Sociedade Archeologica Lusitana. Lisboa: Typographia Franco-Portugueza, 1896.
- SILVA, Carlos Tavares da. «Arqueologia de Setúbal» in Setúbal na História. Setúbal : Liga dos Amigos de Setúbal e Azeitão, 1990.

Revistas
Setúbal Arqueológica, editada pelo Museu de Arqueologia e Etnografia do Distrito de Setúbal (MAEDS).

### A arte
- AFONSO, Patrícia. Retábulos do Antigo Convento de Jesus em Setúbal.
- PAXECO, Óscar. Roteiro do tríptico de Luciano. 3.ª ed, Setúbal : Câmara Municipal de Setúbal, 1999. ISBN 972-9016-33-X
- PEREIRA, Fernando António Baptista. «Sobre o manuelino de Setúbal» in Setúbal na História. Setúbal : Liga dos Amigos de Setúbal e Azeitão, 1990.

### As cronologias
- ALHO, Albérico Afonso Costa. Cronologia Geral de História de Setúbal : 1249-1910. Setúbal, Escola Superior de Educação do Instituto Politécnico de Setúbal, 1988.
- ALHO, Albérico Afonso Costa. História e Cronologia de Setúbal : 1248-1926. Setúbal, Estuário, 2011, ISBN 978-972-8017-16-3.
- PORTELA, Manuel Maria. Diário Histórico Setubalense. Setúbal : Câmara Municipal de Setúbal, 1915.

### O ensino
- CLARO, Rogério Peres. Um Século de Ensino Técnico Profissional em Setúbal. Setúbal : Câmara Municipal de Setúbal, 2000. ISBN 972-9016-34-8.
- CORREA, Fernando Cecílio C. «Ensino Primário não Mantido pelo Estado no Distrito de Setúbal» » in Actas do 1.º Encontro de Estudos Locais do Distrito de Setúbal. Setúbal : Escola Superior de Educação do Instituto Politécnico de Setúbal, 1990, pgs. 155-184.
- FIGUEIRA, Manuel Henrique. Liceu de Bocage : Setúbal : Histórias e Memórias (1857-1974). Setúbal : Escola Secundária de Bocage, 2007. ISBN 978-972-98096-1-3

### As festas
- BRETES, Maria da Graça; MAGALHÃES, Olga. «Bocage de Ambos os Lados do Espelho : As Festas da Cidade» in Actas do 1.º Encontro de Estudos Locais do Distrito de Setúbal. Setúbal : Escola Superior de Educação do Instituto Politécnico de Setúbal, 1990, pgs. 269-282.
- DUARTE, Ana; QUINTAS, Conceição. «Do Sagrado ao Profano na Setúbal dos Inícios do século XX : Do círio da Arrábida às Festas Bocageanas» in Actas do 1.º Encontro de Estudos Locais do Distrito de Setúbal. Setúbal : Escola Superior de Educação do Instituto Politécnico de Setúbal, 1990, pgs. 59-78.

### Os forais
- COSTA, João. Os Forais de Setúbal (1249-1514) : Apresentação de documentos : A Importância dos Estudos Históricos na Economia e Sustentabilidade Locais
- COSTA, João. Os Forais de Setúbal : 1249 | 1514. Estudo, transcrição e fac-símile.. Setúbal : Câmara Municipal de Setúbal, 2014. ISBN 978-972-9016-50-9

### A história

#### Setúbal romana
- SILVA, Carlos Tavares da et. all. «[https://maeds.amrs.pt/informacao/MUSA/MUSA4/14_RFAF.pdf Preexistências de Setúbal. 2.ª campanha de escavações arqueológicas na Rua Francisco Augusto Flamengo, n.ºs 10-12 : da Idade do Ferro ao Período Medieval» in MUSA : Museus, Arqueologia e outros Patrimónios, n.º 4, 2014, pp. 161-214. ISSN 1645-0553.

#### Idade média
- BRAGA, Paulo Drumond. Setúbal Medieval: Séculos XIII a XV. Setúbal: Câmara Municipal de Setúbal, 1998. ISBN 972-9016-26-7
- BRAGA, Paulo Drummond. «A Reserva Venatória da Região de Setúbal durante a Idade Média» in Actas do 1.º Encontro de Estudos Locais do Distrito de Setúbal. Setúbal : Escola Superior de Educação do Instituto Politécnico de Setúbal, 1990, pgs. 297-334.
- SILVEIRA, Ana Cláudia. Setúbal na Baixa Idade Média: Intervenientes e Protagonistas da Atividade Económica num Núcleo Portuário Urbano.

#### O século XV
- BRAGA, Paulo Drummond. O Regimento Excepcional da Aposentadoria da Vila de Setúbal de 1471.

#### O século XVI
- FONSECA, Jorge. Setúbal : O Porto e a Comunidade Fluvial e Marítima : 1550-1650. Lisboa : Edições Colibri, 2012. ISBN 978-989-689-264-7

#### O século XVIII
- SILVA, Maria do Carmo P. de Campos Vieira da. «Alguns Apontamentos sobre a Setúbal de 1758» in Actas do 1.º Encontro de Estudos Locais do Distrito de Setúbal. Setúbal : Escola Superior de Educação do Instituto Politécnico de Setúbal, 1990, pgs. 283-296.

#### O século XIX
- CARVALHO, João Carlos de Almeida. Duas palavras ao auctor do esboço histórico de José Estevão ou refutação da parte respectiva aos acontecimentos de Setúbal em 1846-1847 e a outros que com aqueles tiveram relação. Lisboa: Typographia Universal, 1863.
  - Reeditado em 2013 como: CARVALHO, Almeida; ARRANJA, Álvaro (org., pref. e notas). A Batalha do Viso e a Revolta da Patuleia em Setúbal. Setúbal: Centro de Estudos Bocageanos, 2013, ISBN 978-989-8361-17-2
- QUINTAS, Maria da Conceição. Setúbal Nos Finais Do Século XIX. Lisboa : Editorial Caminho, 1993.

#### O século XX
- COSTA, Albérico Afonso. Setúbal cidade vermelha (1974-1975). Setúbal : Estuário, 2014. ISBN 978-972-8017-22-4
- FERREIRA, Digo Filipe dos Santos. Setúbal e a Primeira Guerra Mundial (1914-1918). Dissertação de mestrado em História Contemporânea apresentada à Faculdade de Ciências Sociais e Humanas da Universidade Nova de Lisboa em setembro de 2015.

#### Diversos
- BESSA, Carlos Gomes. «Invasão do Duque de Alba em 1580» in Setúbal na História. Setúbal : Liga dos Amigos de Setúbal e Azeitão, 1990.
- CARVALHO, João Carlos de Almeida. Acontecimentos, lendas e tradições da região setubalense. Setúbal: Junta Distrital de Setúbal, 1968:1972, 6 volumes (o 4.º volume está dividido em duas partes). Publicação de parte dos textos de João Carlos de Almeida Carvalho existentes no Arquivo Distrital de Setúbal.[37] Organização e notas de Óscar Paxeco.

Volume 1: Memórias do autor, 1968. Prefácio de Óscar Paxeco. Apresentação de José O'Neill.
Volume 2: Dominação Filipina, 1968.
Volume 3: Convento de Jesus, 1969.
Volume 4: Conventos de Setúbal, 1970 (duas partes).
Volume 5: O Prior do Crato em Setúbal, 1972.
Volume 6: Após a Restauração de 1640, 1972.
- MACEDO, Jorge Borges de. «Setúbal na história social portuguesa» in Setúbal na História. Setúbal : Liga dos Amigos de Setúbal e Azeitão, 1990.
- PORTELA, Manuel Maria. Diário Histórico Setubalense. Setúbal : Tipografia Simões, 1915.
- SARAIVA, José Hermano. «História de Setúbal» in Setúbal na História. Setúbal : Liga dos Amigos de Setúbal e Azeitão, 1990.

### A igreja e a religiosidade
- AA. VV. Casas religiosas de Setúbal e Azeitão. Setúbal, Estuário, 2016, ISBN 978-972-8017-26-2.
- CRISTÓVÃO, Fernando Alves. «A religiosidade portuguesa na cultura brasileira» in Setúbal na História. Setúbal : Liga dos Amigos de Setúbal e Azeitão, 1990.
- DUARTE, Ana; QUINTAS, Conceição. «Do Sagrado ao Profano na Setúbal dos Inícios do Século XX : Do círio da Arrábida às Festas Bocageanas» in Actas do 1.º Encontro de Estudos Locais do Distrito de Setúbal. Setúbal : Escola Superior de Educação do Instituto Politécnico de Setúbal, 1990, pgs. 59-78.
- DUARTE, António de Sousa. Bispo de Setúbal : a vida de um homem plural. Lisboa : Notícias, 1997. ISBN 972-46-0876-X
- MARTINS, Manuel da Silva. «Setúbal na história religiosa» in Setúbal na História. Setúbal : Liga dos Amigos de Setúbal e Azeitão, 1990.
- PAXECO, Óscar. Setubalenses Homens Ilustres da Igreja. Setúbal : Junta Distrital de Setúbal, 1966.
- PINHO, Jaime (coord., inv., textos); MARQUES, Lígia Penim (textos); ALHO, Albérico Afonso (textos); SILVA, Carlos da (fot.); GONÇALVES, Fernanda (fot.). Entre Urzes e Camarinhas : As Festas da Arrábida e de Troia. Setúbal : Estuário Publicações, 1992.
- NOGUEIRA, Lénia; MARTINS, Patrícia. Paróquia e Igreja de São Sebastião de Setúbal : História e Arte. Setúbal : Paróquia de São Sebastião, 2004. ISBN 972-9071-09-8.
- RIBEIRO, Américo (fot.); MARQUES, António Costa (apr. e org.) MARTINS, Manuel da Silva (pref.). Setúbal: imagens da história religiosa no século XX : álbum fotográfico comemorativo da criação da diocese de Setúbal (1975-1995). Setúbal : Diocese de Setúbal, 1995. ISBN 972-96719-0-7

### A imprensa
- ASSOCIAÇÃO DOS MUNICÍPIOS DO DISTRITO DE SETÚBAL. Exposição sobre a imprensa operária do distrito de Setúbal. Setúbal : Associação de Municípios do Distrito de Setúbal, 1985.
- CÂMARA MUNICIPAL DE SETÚBAL : BIBLIOTECA MUNICIPAL. A imprensa em Setúbal (1855-1983). Setúbal : Câmara Municipal, 1984.
- JESUS, F. Henriques de. Subsídios para a história do jornalismo setubalense. Setúbal : Câmara Municipal, 1955.

### A indústria das conservas de peixe
- AA. VV. A Indústria Conserveira em Setúbal. Setúbal : Câmara Municipal de Setúbal, 1996.
- AFONSO, Albérico; MOURO, Carlos. «Linhas de Evolução da Indústria Conserveira de Setúbal» in Actas do 1.º Encontro de Estudos Locais do Distrito de Setúbal. Setúbal : Escola Superior de Educação do Instituto Politécnico de Setúbal, 1990, pgs. 17-44.
- AHUMADA, Enrique de. A indústria conserveira setubalense nos anos da Guerra Colonial (1961 - 1973). Setúbal, 2013. Relatório de investigação apresentado à Universidade Aberta.
- BARBOSA, A. M. Pinto. Sobre a Indústria de Conservas em Portugal. Lisboa : Editorial Império, 1941.
- FARIA, Guilherme. Setúbal e a indústria das conservas. Setúbal : Serviços Culturais da Câmara Municipal de Setúbal, 1950.
- GUERRA, Francisco José. A indústria das conservas nos contratos coletivos e no após-guerra. Matosinhos, 1945.
- LOPES, José Manuel Madureira; PEREIRA, Alberto Manuel de Sousa. A Indústria das Conservas de Peixe em Setúbal. Estuário, 2015.
- VALENTE, Vasco Pulido. «Os Conserveiros de Setúbal (1887-1901)» in Análise Social vol XVII (67-68) 1981 (3.º-4.º) pgs. 615-678.

Editado também em VALENTE, Vasco Pulido. Tentar Perceber. Lisboa : Imprensa Nacional-Casa da Moeda, 1983, pp. 199-307.

### A misericórdia
- AA. VV. Memórias da Alma e do Corpo : A Misericórdia de Setúbal na Modernidade. Viseu : Palmilage Editores, 1999.
- AA. VV. A Santa Casa da Misericórdia de Setúbal de 1500 a 1755 : Aspectos de Sociabilidade e Poder. Setúbal : Santa Casa da Misericórdia de Setúbal, 1990.
- ABREU, Laurinda. «A Assistência Social Praticada pela Santa Casa da Misericórdia de Setúbal : Os Enjeitados» » in Actas do 1.º Encontro de Estudos Locais do Distrito de Setúbal. Setúbal : Escola Superior de Educação do Instituto Politécnico de Setúbal, 1990, pgs. 245-268.
- ABREU, Laurinda. Memórias da Alma e do Corpo: A Misericórdia de Setúbal na Modernidade. Viseu: Palimage Editores, 1999. ISBN 972-97848-3-3
- SILVA, Daniela dos Santos. Rituais e Celebrações Públicas da Assistência em Setúbal : Final da Monarquia Constitucional à Inauguração do Museu da Cidade (1893-1961). Dissertação de mestrado em História Moderna e Contemporânea apresentada ao ISCTE - Instituto Universitário de Lisboa em 2010.

### As muralhas
- PORTUGAL : Direção-Geral do Património Cultural. Proposta de alteração da delimitação da classificação das muralhas, torres, portas, cortinas e baluartes do centro histórico de Setúbal'. Lisboa, 8 de agosto de 2016.
- SILVA, Carlos Tavares da; SOARES, Joaquina. Muralhas medievais de Setúbal. Setúbal : Assembleia Distrital de Setúbal : Museu de Arqueologia e Etnografia, 1982
- SILVA, Vasco Rivotti. «A cerca velha da cidade de Setúbal» in Livro do Congresso : Segundo congresso sobre monumentos militares portugueses in Património, vol. XXI, 1984.
- SOARES, Joaquina et. all. «Fortificação Medieval de Setúbal. Identificação do núcleo defensivo da Ribeira ou 'Castelo'» in MUSA : Museus, Arqueologia e outros Patrimónios, n.º 5, 2018, pp. 151-78 ISSN 1645-0553 Erro de parâmetro em {{ISSN}}: ISSN inválido..

### A música
- PINTO, Maria Adelaide Rosado. Toadas, cantares e danças de Setúbal e da sua região : factos e tradições. Setúbal : Junta Distrital de Setúbal, 1971.

### O operariado
- LIMA, Marinus Pires de e outros. «A ação operária na Lisnave : análise da evolução dos temas reivindicativos» in Análise Social, vol. XIII (52), 1977-4.º, pp. 829-899.

### O património
- BENTO, António Cunha; PINHO, Inês Gato de; COUTINHO, Maria João Pereira (coords.), Património arquitetónico civil de Setúbal e Azeitão. Setúbal : LASA - Liga dos Amigos de Setúbal e Azeitão ; Estuário, 2019. ISBN 978-972-8017-30-9
- PORTELA, Manuel Maria. Notícia dos monumentos nacionais e edifícios e lugares notáveis do concelho de Setúbal. Lisboa : Matos Moreira & Cardoso, 1882.

Revistas
MUSA, editada pelo Fórum Intermuseus do Distrito de Setúbal (FIDS) e pelo Museu de Arqueologia e Etnografia do Distrito de Setúbal (MAEDS).

### A pesca
- AMORIM, Vanessa Iglésias Calado Carvalhal. Marés de incerteza etnografia: do presente liminar na comunidade piscatória de Setúbal. Dissertação apresentada, em 2015, ao ISCTE-Instituto Universitário de Lisboa, para a obtenção do grau de mestre em Antropologia.

### O porto
- QUINTAS, Maria da Conceição. Porto  de  Setúbal: Um  actor  de  desenvolvimento: História  de  um  passado  com  futuro. Setúbal : Administração dos Portos de Setúbal e Sesimbra, S. A.[38]

### A república
- ARRANJA, Álvaro. «O 5 de Outubro em Setúbal : Republicanismo e Movimento Operário» in Actas do 1.º Encontro de Estudos Locais do Distrito de Setúbal. Setúbal : Escola Superior de Educação do Instituto Politécnico de Setúbal, 1990, pgs. 45-58.
- ARRANJA, Álvaro. Anarco-Sindicalistas e Republicanos : Setúbal na I República. Setúbal : Centro de Estudos Bocageanos, 2009. ISBN 978-972-986821-9-0 Erro de parâmetro em {{ISBN}}: comprimento

### As e os setubalenses
- ENVIA, João Francisco. Setubalenses de Mérito. Setúbal, ed. a., 2003. ISBN 972-97298-4-0
- MACHADO, J. T. Montalvão. Vultos médicos de Setúbal. Setúbal, Junta Distrital de Setúbal, 1961.
- MOREAU, Mário. Luísa Todi (1753-1833). Lisboa, Hugin Editores, 2002. ISBN 978-972-794-160-5
- PAXECO, Manuel Fran. Setúbal e as suas Celebridades. Lisboa, Sociedade Nacional de Tipografia, 1930/1931.
- PAXECO, Óscar. Roteiro do tríptico de Luciano. Setúbal : Câmara Municipal de Setúbal, 3.ª ed., 1999. ISBN 972-9016-33-X
- VILAR, Anita. Panorama de uma História Local no Feminino. Setúbal : Centro de Estudos Bocageanos, 2013. ISBN 978-989-8361-13-4

### O teatro
- PEREIRA, Maria Clementina. Teatro amador em Setúbal durante o século XX. Setúbal : ed. a., 2013.

### O urbanismo
- FARIA, Carlos Vieira de. Novo fenómeno urbano, aglomeração de Setúbal : ensaio de sociologia urbana. Lisboa : Assírio e Alvim, 1981.
- FARIA, Carlos Vieira de. «História urbana de Setúbal» in Setúbal na História. Setúbal : Liga dos Amigos de Setúbal e Azeitão, 1990.
- FARIA, Carlos Vieira de. As cidades na cidade : movimentos sociais urbanos em Setúbal (1966-1995). Lisboa : Esfera do Caos, 2009. ISBN 978-989-8025-71-5
- GUIMARÃES, Paulo. «A Habitação Popular Urbana em Setubal no Primeiro Terço do Séc. XX» in Análise Social, Vol. XXIX (1994), pp. 525–534
- PEREIRA, Fernando António Baptista. «A Mais Antiga Planta de Setúbal» in Actas do 1.º Encontro de Estudos Locais do Distrito de Setúbal. Setúbal : Escola Superior de Educação do Instituto Politécnico de Setúbal, 1990, pgs. 145-154.
- TORRES, Carlos Manito. O plano de urbanização de Setúbal. Lisboa : O Jornal do Comércio e das Colónias, 1945.

### Diversos
- ADÃO, Luís Cabral. «Setúbal, minha amada sem tempo» in Setúbal na História. Setúbal : Liga dos Amigos de Setúbal e Azeitão, 1990.
- Águas do Sado. Olhar Histórico sobre a Água em Setúbal.
- CASTRO, António Osório. «Setúbal na história da poesia» in Setúbal na História. Setúbal : Liga dos Amigos de Setúbal e Azeitão, 1990.
- CRUZ, Maria Alfreda. «A cidade de Setúbal» in Finisterra, vol III, n.º 6, 1968.
- ENVIA, João Francisco. Setúbal do Passado e do Presente: A Cidade do Rio Azul. Setúbal, 1994.
- ENVIA, Manuel. Coisas de Setúbal. Setúbal : Ed. do autor, 1947.
- FERNANDES, José Carvalho. «Setúbal na história da numismática» in Setúbal na História. Setúbal : Liga dos Amigos de Setúbal e Azeitão, 1990.
- MONTEIRO, Luís de Sttau. «Setúbal por um testemunho estrangeiro» in Setúbal na História. Setúbal : Liga dos Amigos de Setúbal e Azeitão, 1990.
- MOURO, Carlos. PENA, Horácio. Para a História da Iluminação Pública em Setúbal. Setúbal : Universidade Popular de Setúbal, 1997.
- MOURO, Carlos. PENA, Horácio. Para a História do Club Setubalense : 1855-2010 : 155 anos. Setúbal : Clube Setubalense.
- NABAIS, António; SILVA, Carlos Tavares; PEREIRA, Fernando António Baptista. «A Unidade Histórica e Cultural do Distrito de Setúbal» in Actas do 1.º Encontro de Estudos Locais do Distrito de Setúbal. Setúbal : Escola Superior de Educação do Instituto Politécnico de Setúbal, 1990, pgs. 79-96.
- PIMENTEL, Alberto. Memória sobre a Administração do Município de Setúbal. Setúbal : Câmara Municipal de Setúbal, 1992. Edição facsimilada da edição original.
- PORTELA, Manuel Maria. Anotações ao capítulo sobre Setúbal no Portugal Antigo e Moderno. Setúbal : Tipografia da Casa Havaneza, 1895.
- QUINTAS, Maria da Conceição. Monografia Da Freguesia de S. Julião. Lisboa : Editorial Caminho, 1993.
- QUINTAS, Maria da Conceição. Setúbal: Economia, Sociedade e Cultura Operária. Lisboa: Livros Horizonte, 1998. ISBN 972-24-1028-8
- RAU, Virgínia. Estudos Sobre a História do Sal Português. Lisboa : Editorial Presença, 1984.[39]
- RIBEIRO, João Reis. Histórias da Região de Setúbal e Arrábida. Vol. I. Setúbal : Centro de Estudos Bocageanos, 2003. ISBN 972-98682-4-7
- RODRIGUES, Joseph. Avenida Luísa Todi, do Rio à Cidade. Dissertação de mestrado em Museologia e Museografia apresentada à Faculdade de Belas-Artes da Universidade de Lisboa em 2012.
- SOARES, Joaquina (Coord.). Embarcações tradicionais do Sado : Contexto físico-cultural do estuário do Sado. Setúbal: Museu de Arqueologia e Etnografia do Distrito de Setúbal e Administração dos Portos de Setúbal e Sesimbra, 2008. ISBN 978-972-9253-24-9